# 富士宮市
富士宮市（ふじのみやし）は、静岡県東部の市。富士氏の発祥・根拠地としても知られる。
北方に世界文化遺産である富士山を有し、またその構成資産（富士山-信仰の対象と芸術の源泉）である富士山本宮浅間大社・山宮浅間神社・村山浅間神社・人穴富士講遺跡・白糸ノ滝といった文化的資産を擁す。

## 概要

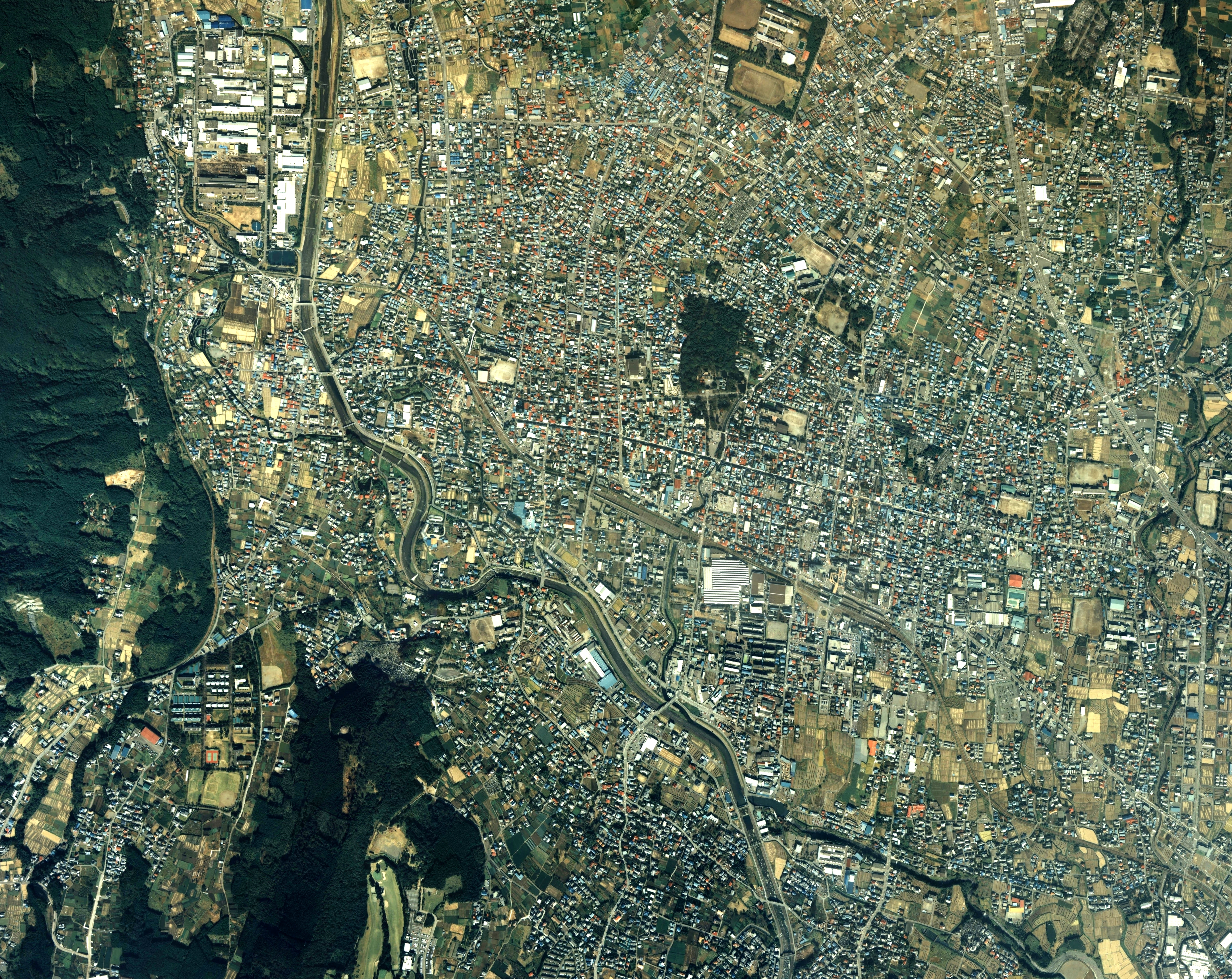
市中心部周辺の空中写真。中央の緑地が浅間大社、中世には右隣に富士城（大宮城）が位置していた

富士氏が大宮司を務める富士山本宮浅間大社の鳥居前町として栄えた。市域一帯は古くより富士上方と称され、市域を中道往還・駿州往還・若彦路といった街道が通る交通の要衝であった。これらの背景から宿場町としての顔もあり、戦国時代には楽市が行われた。
富士山との関わりが深く、登拝道である大宮・村山口登山道が位置したほか、現在富士登山道の1つである富士宮口を構える富士山の南の玄関口にあたる。鎌倉時代には富士野にて富士の巻狩りが行われ、曽我兄弟の仇討ちが発生した。これらは往来物といった史料、歌舞伎・能・浄瑠璃といった芸能の題材となり流布された。
「富士宮市」という都市名の由来は、「富士の宮」という浅間大社の旧社号から由来する。古くは『今昔物語集』の「駿河国富士神主帰依地蔵語第十一」や『新勅撰和歌集』など、平安時代や鎌倉時代の古文集にもみられる古来から存在する名称である。

## 地理

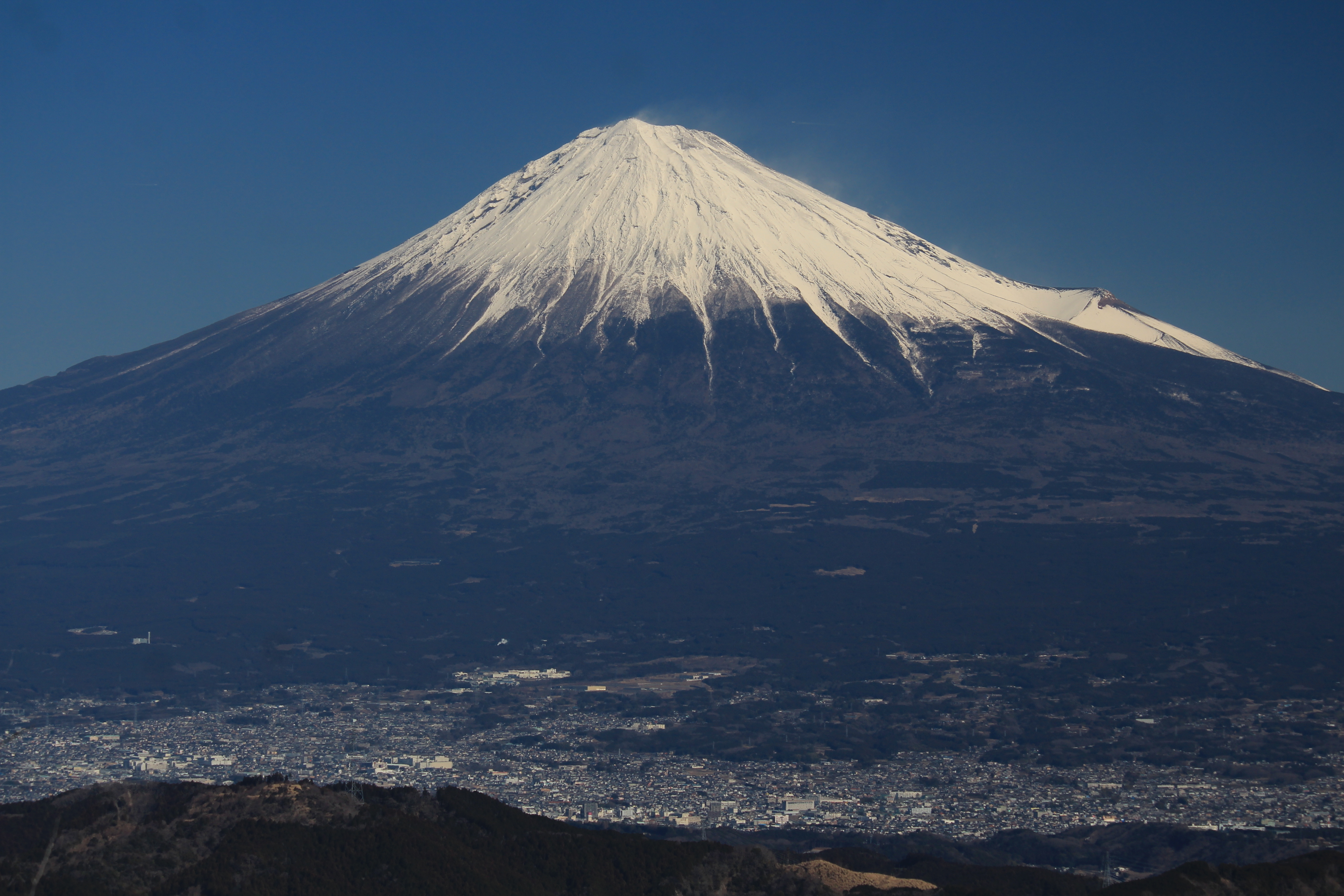
富士山と富士宮市街地

### 位置
- 首都圏に隣接し、東京都への通勤通学圏内であるため、国勢調査による東京都区部への通勤・通学人口に富士宮市が含まれている[4]。

- 山梨県南都留郡鳴沢村との間に、境界未定地がある（全国都道府県市区町村別面積調）。

### 気候
| 場所             | 標高    |
| ---------------- | ------- |
| 富士宮市最高地点 | 3,776m  |
| 富士宮口新五合目 | 2,380m  |
| 富士宮市役所     | 125.58m |
| 富士宮市最低地点 | 35m     |

- 市域の標高差が3,741mあり日本一標高差のある自治体である[6]。従って地区により気候の差異が認められ、冬季は山梨県境付近で雪は見られるが、逆に市街地で雪が降るのは非常に稀である。中心市街地周辺は富士山がはっきりと望める一方、標高が低いために比較的温暖である。

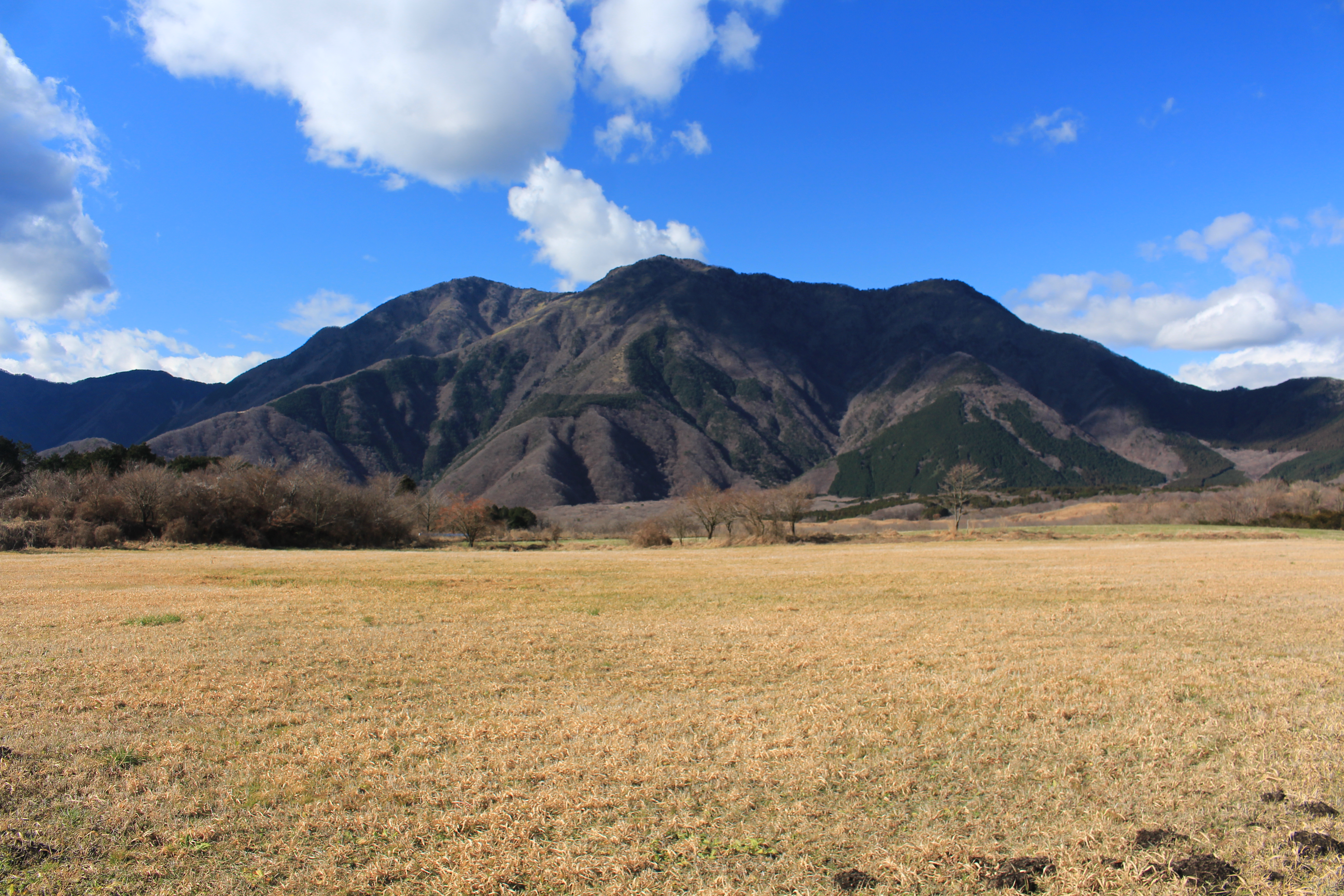
富士金山は毛無山に位置し、中世から近世にかけ採掘が進められた

### 地形
市域の約半分が富士箱根伊豆国立公園の区域内であり、市北部には朝霧高原が広がり、その周辺には日本の滝百選の白糸の滝・音止の滝、ダイヤモンド富士のスポットとして知られる田貫湖といった自然観光地を持つ。また小田貫湿原は富士山西麓では唯一残された湿原であり、環境省の「重要湿地」および「重要里地里山」に指定されている。
富士登山道である富士宮口が位置し、2008年に天皇徳仁が皇太子時代に富士登山をした際はこの登山口から登った。
富士山には大規模な侵食谷である大沢崩れがあり災害を引き起こす危険性があるため、国土交通省の直轄事業（富士砂防事務所）として砂防事業が行われている。これにより富士川下流域および田子の浦港の埋塞が防がれている。例えば「案主富士氏記録」の『公社日記』には、「天保五午年四月八日、大風雨ニ而富士山大荒、洪水ニ而欠畑澤大水、百姓平吉宅流失、其上島之谷戸田地流失、大岩畑流失、源道寺同断」とあり、過去雪代の被害があった。
またこれら施設の存在から富士山南麓の防災拠点としても機能している。環富士山火山防災連絡会（富士山における防災の最高機関）設立の際は富士宮市が静岡県側の市町村を廻り取りまとめた。
- 峡谷 : 釜口峡
- 湖沼 : 田貫湖、湧玉池
- 瀑布 : 白糸の滝、音止めの滝、陣馬の滝

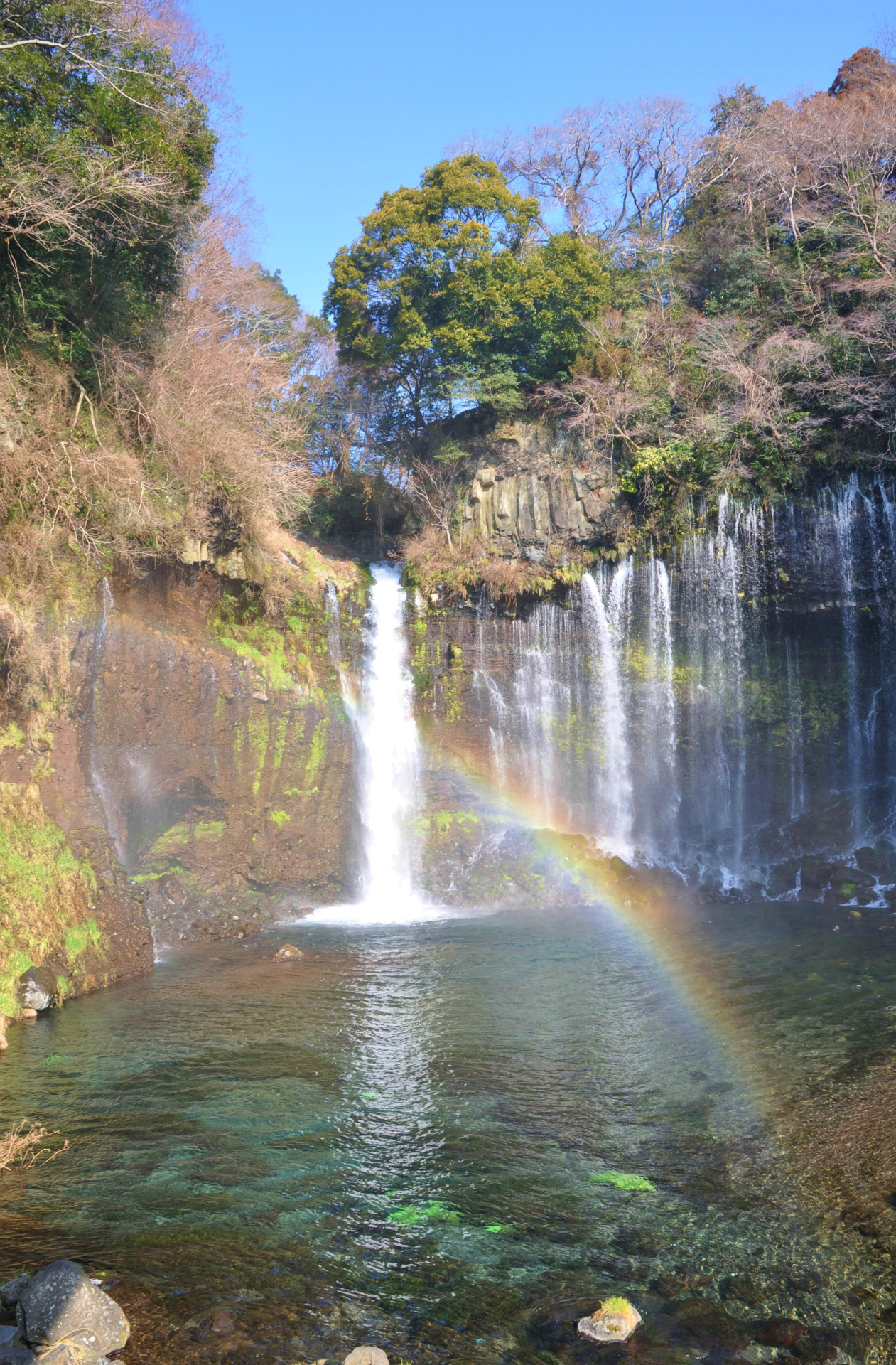
白糸の滝（名勝および天然記念物）

- 山 : 富士山、天子山地（竜ヶ岳、雨ヶ岳、毛無山、長者ヶ岳、天子ヶ岳、白水山）、白鳥山、森山、白尾山、羽鮒山、明星山
- 河川 : 富士川、潤井川、芝川、大倉川、神田川、弓沢川、五斗目木川、稲子川、内房境川、稲瀬川、廻沢川、大沢川、中沢川、足取川、風祭川、滝沢川、久遠寺川

### 隣接している自治体・行政区
静岡県
- 静岡市（清水区）
- 富士市
- 御殿場市
- 駿東郡小山町

山梨県
- 南巨摩郡南部町
- 南巨摩郡身延町
- 南都留郡富士河口湖町
- 南都留郡鳴沢村
- 富士吉田市

## 市名の由来と略号

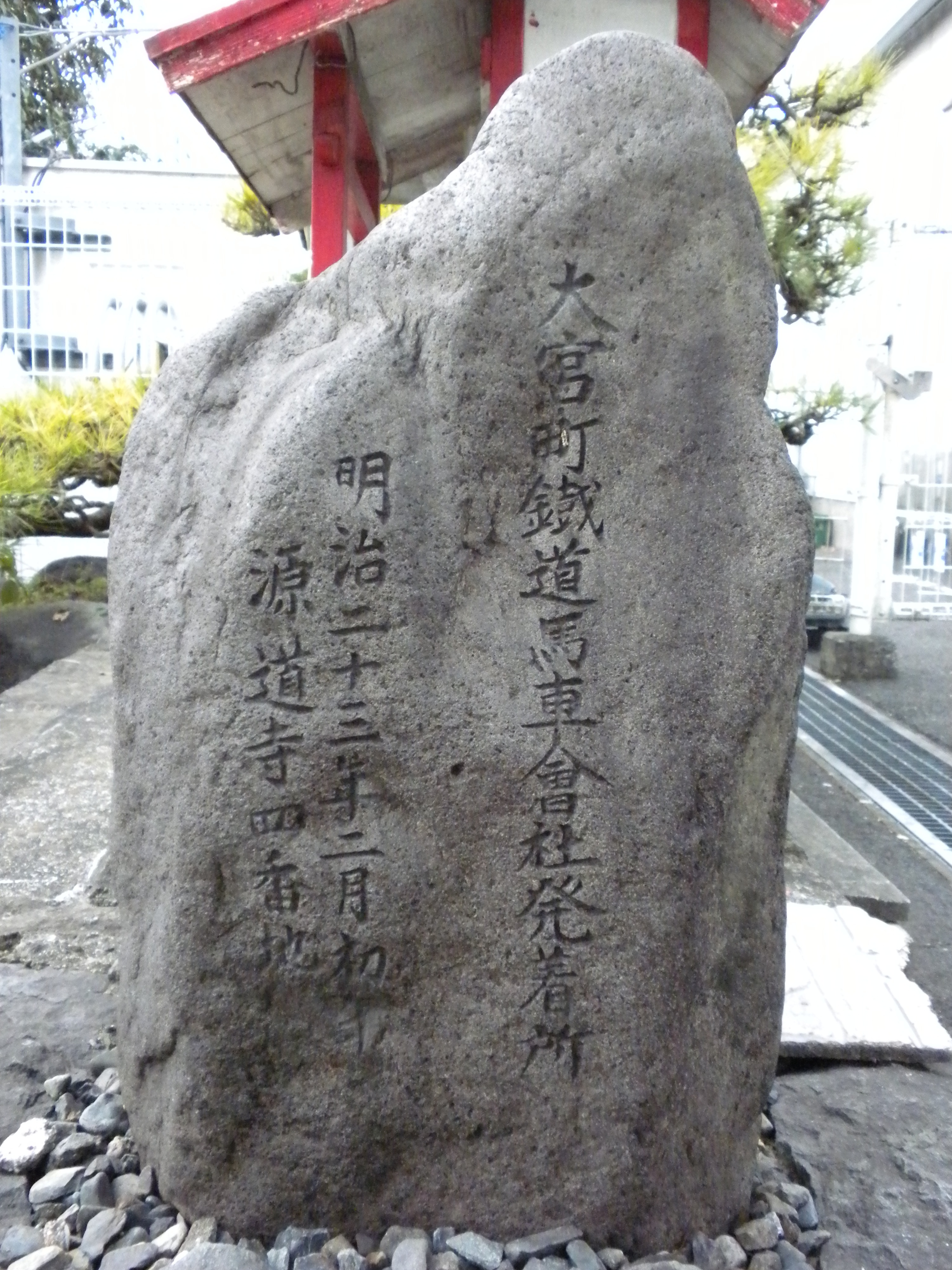
大宮町鉄道馬車会社の碑

前述のように、富士宮市の市名の由来は浅間大社の「富士の宮」から由来している。浅間大社は市の中心的存在であり、旧大宮町時代においては1丁目1番地に位置していた。その名残で、現在も住所上は「富士宮市宮町1-1」である。『今昔物語集』には「今昔、駿河ノ国ノ富士ノ宮二、神主ナル者有ケリ…」とあり、『新勅撰和歌集』の北条泰時の歌の詞書には「駿河国に神拝し侍りけるに、ふじの宮にてよみて奉りける」とある。内務省への市制施行の上申書に添付された文書によると、以下のようにある。
略号として「宮」と略すことも多い。例として以下のようなものが挙げられる。
- 宮バス、宮タク
- 宮おどり（市制施行50周年記念事業として創作）
- 宮っカフェ（富士宮市役所1階で営業しているカフェ）

## 歴史

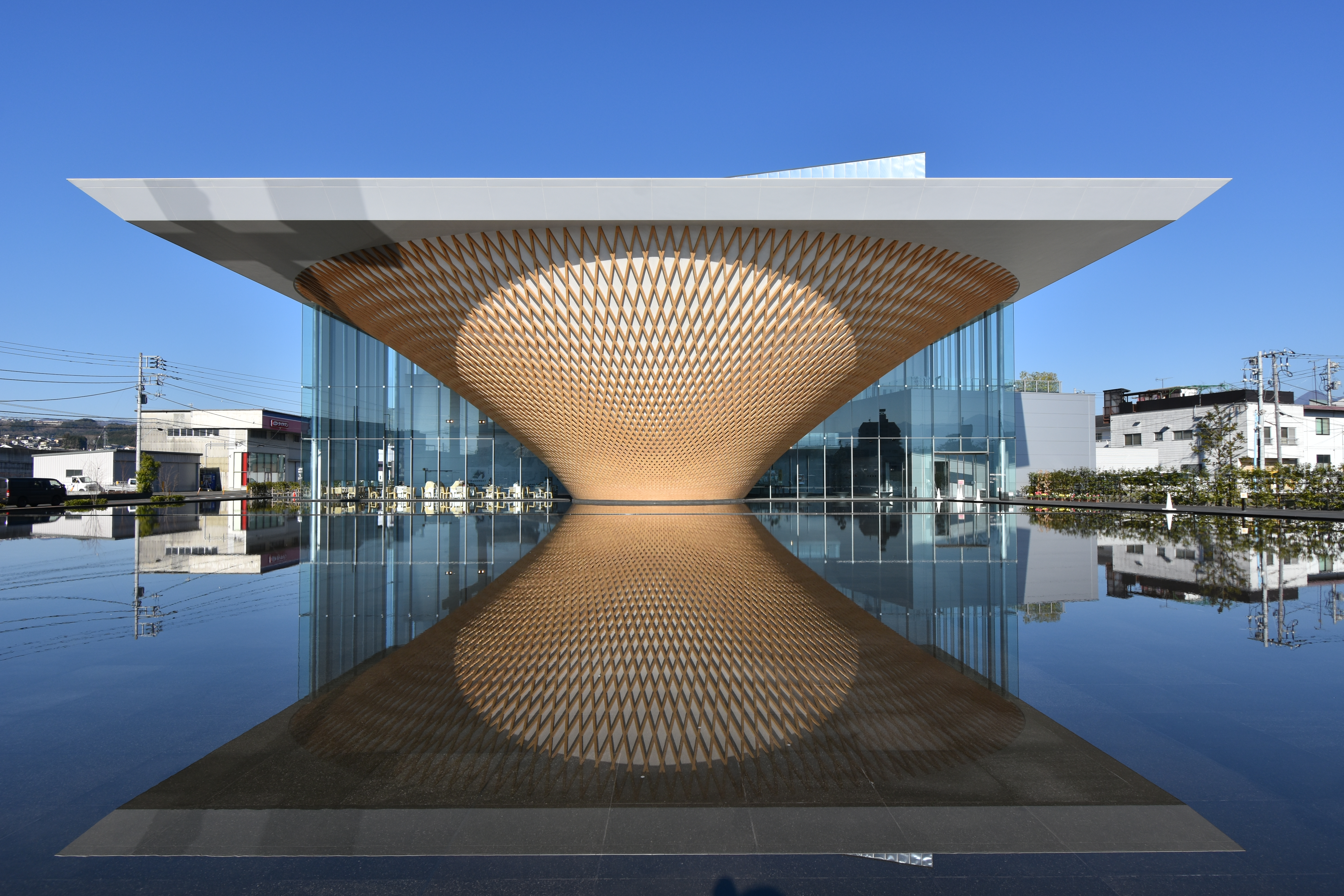
静岡県富士山世界遺産センター

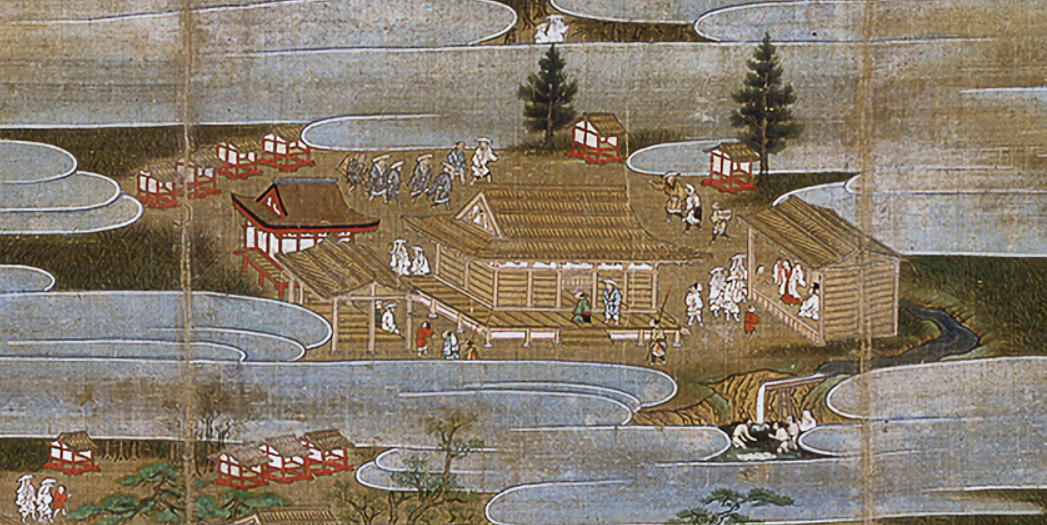
富士山興法寺（絹本著色富士曼荼羅図）

富士山信仰の中心地である関係で、富士信仰が由来である主要な建築物や勢力が影響を与えてきた。富士宮市大宮に位置した富士山本宮浅間大社、富士宮市村山を本拠とする村山修験（富士修験）とそれらを構成する富士山興法寺・村山三坊などが該当する。特に浅間大社の社家である富士氏は、政治面でも大きな影響力を保持してきた。初代富士氏と伝わる富士豊麿は富士郡大領となり、富士郡の長と言える立場であった。中世に入るとこの地一帯は「富士上方」と称され、この富士上方の国人として富士氏は支配力を強めていた。
中世においては、他に現在の富士宮市上井出地域に位置した井出氏なども頭角を表していた。源頼朝の富士の巻狩の際に活躍したとされている。これら富士氏や井出氏は、後の武田信玄の駿河侵攻の際には対抗勢力となった。この時の富士氏の当主富士信忠は大宮城（別称：富士城）の城主であり、武力を用いて戦を重ねていた。また今川氏に属しており、例えば1566年（永禄9年）に今川氏真により大宮の神田市を楽市化する旨の朱印状は富士信忠宛に発給されている。また楽市化された理由として大宮が商都として栄えていた背景があり、六斎市が定期的に行われていた地でもある。これらの様子を『信長公記』巻十五は「大宮は要害然るべきにつきて」と記し、大宮は交通の要衝であり要害であった。
北部では、富士金山は今川氏管理の金山であったと考えられ、採掘が行われていた。しかし今川氏は滅亡する道を辿ることとなり、氏真から信忠の嫡子富士信通へ暇を許す旨の判物が送られると、その後富士氏は武田氏に帰順した。その後は社家富士氏としての姿に統一され、神職として世襲を継続した。この立場は江戸時代においても一貫して揺るがず、富士山周辺の利権関係なども富士氏は中核をなしている。江戸後期の富士氏当主富士重本は軍人を経た後東京府麹町に残ったため、富士氏による浅間大社の大宮司としては最後の人物にあたる。

### 古代

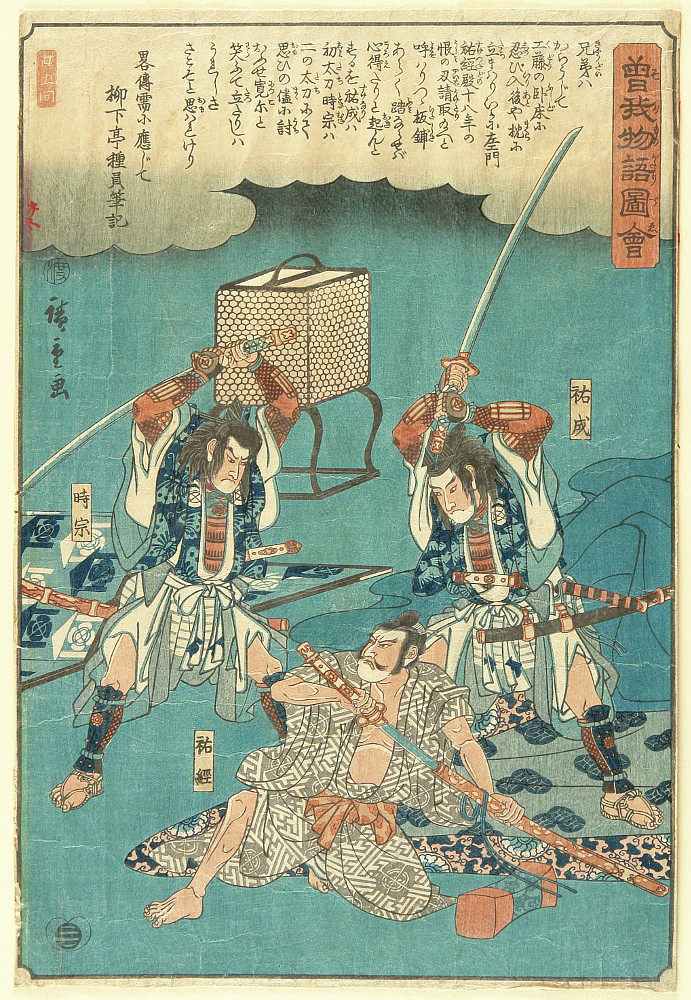
富士野における曽我兄弟の仇討ち

- 大鹿窪遺跡 定住集落跡の例としては、日本最古級であるとされている。（縄文時代草創期 約1万5,000 - 1万2,000年前）
- 若宮遺跡（縄文時代早前期 BC5,000 - 6,000年）
- 千居遺跡、滝戸遺跡の集落・配石遺構（BC2,000 - 3,000年）
- 806年（大同元年） - 平城天皇の命により坂上田村麻呂が現在の大宮の地に富士山本宮浅間大社の社殿を造営したと伝わる（『富士本宮浅間社記』）
- 富士氏の始祖と伝わる富士豊麿が富士郡大領となる（『富士氏系図』）
- 1149年（久安5年） - 末代上人が富士山頂に大日寺を建立（『本朝世紀』）
- 1180年（治承4年） - 鉢田の戦い（朝霧高原付近とされる）

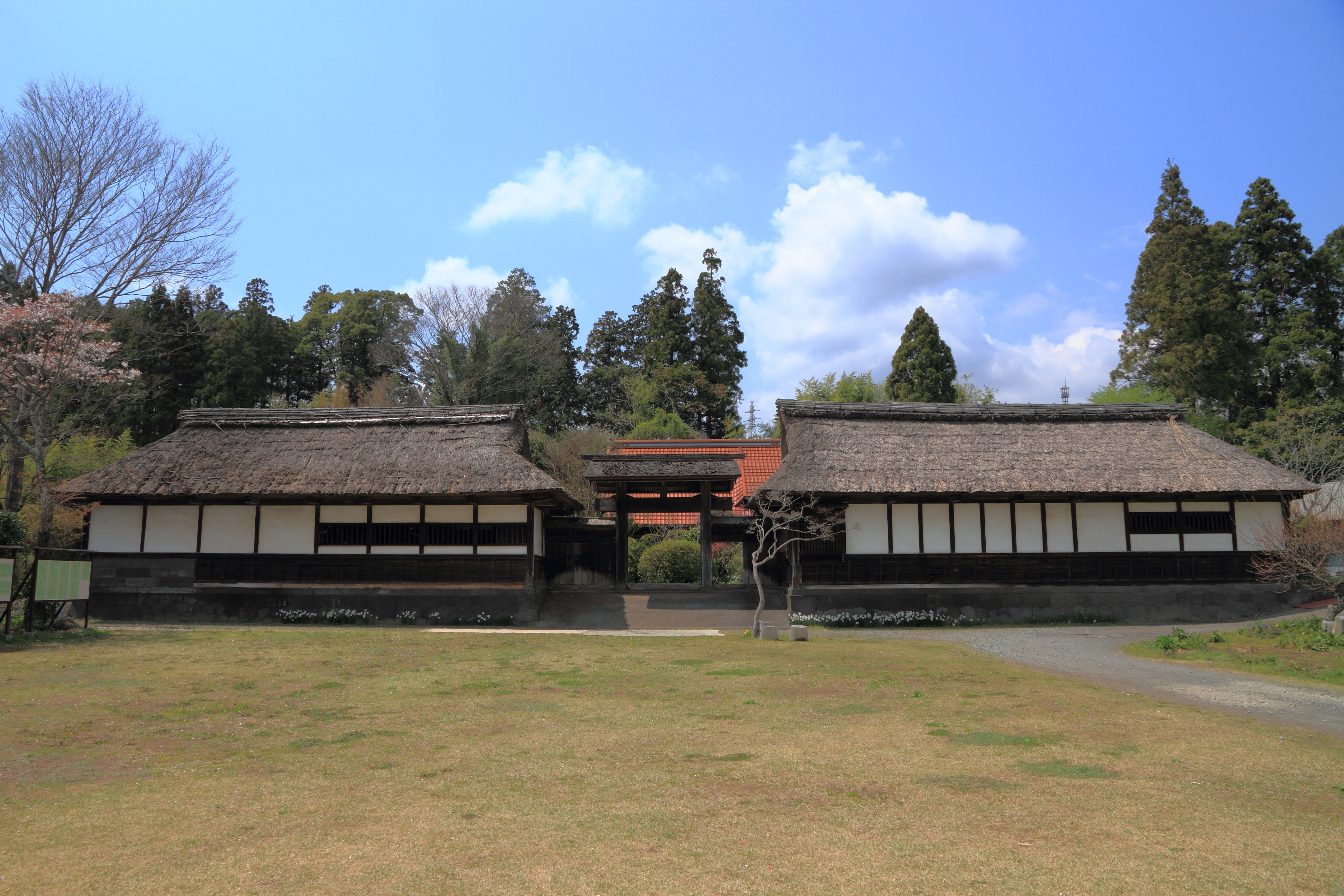
井出家高麗門・長屋

### 中世

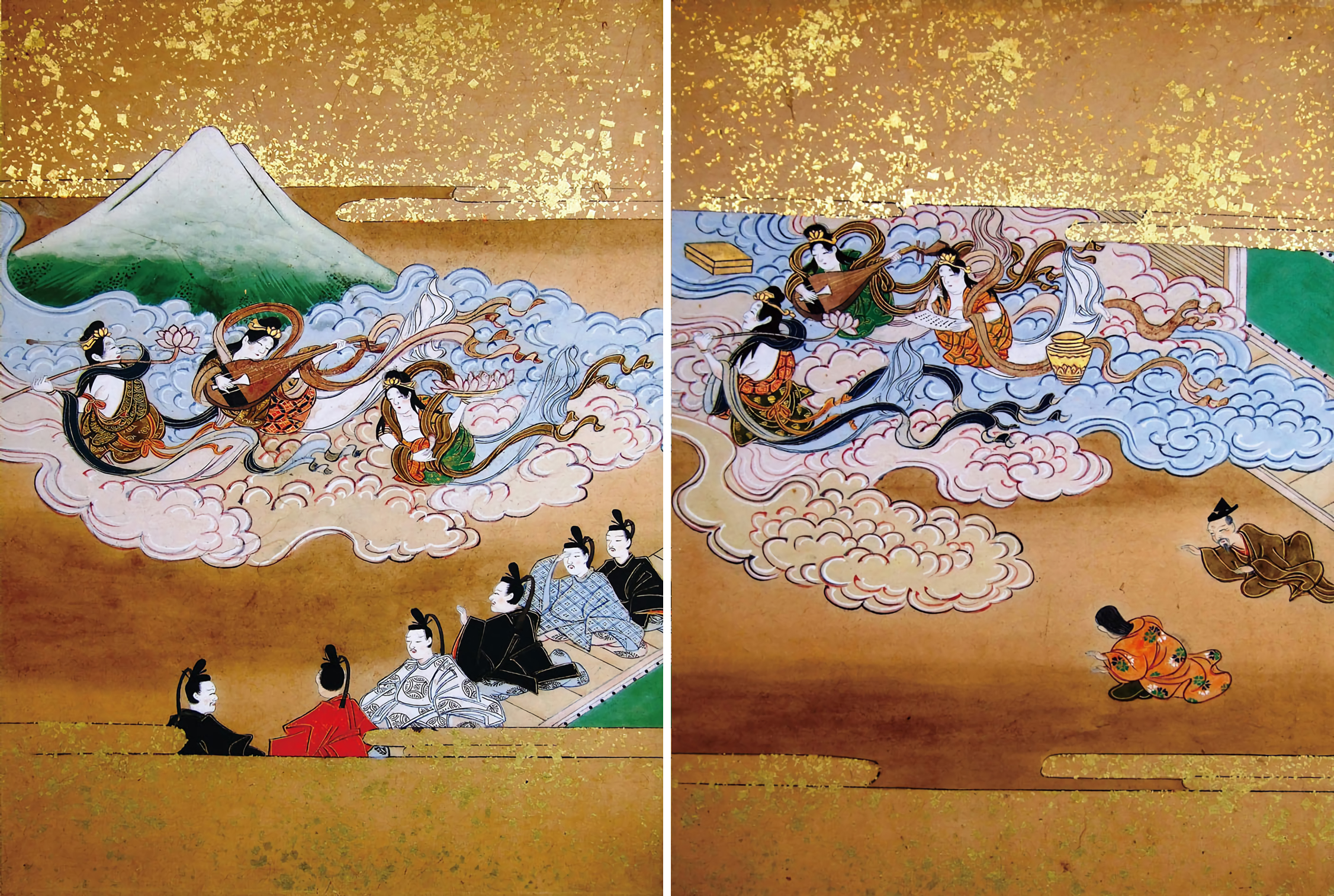
富士宮市はかぐや姫説話の舞台の地である

- 1193年（建久4年） - 源頼朝が富士野で富士の巻狩りを行う（『吾妻鏡』）、曾我兄弟の仇討ちが起こる
- 1223年（貞応2年） - 北条義時が富士山本宮浅間大社の社殿を造営（『吾妻鏡』）
- 1290年（正応3年） - 日蓮の弟子日興が南条時光の寄進により大石寺を創建
- 1333年（元弘3年） - 後醍醐天皇が浅間大社に寄進
- 1335年（建武2年） - 足利尊氏・足利直義らが浅間大社に社領を寄進
- 1351年（正平6年/観応2年）12月 -薩埵峠の戦いにて足利直義方の主戦力が内房に陣を置き交戦
- 1433年（永享5年） - 今川範忠の駿河入国に際し、富士氏が反乱を起こす。
- 1462年（寛正3年） - 足利義政の推挙により富士忠時が能登守となる。
- 1466年（寛正3年） - 富士親時が富士大宮司となる。
- 1482年（文明14年） - 富士山興法寺が聖護院の末寺化。
- 1493年（明応2年） - 山本勘助生誕（『甲斐国志』においては生誕地とされている）
- 1561年（永禄4年） - 富士信忠が大宮城主となる。
- 1566年（永禄9年） - 今川氏真が富士大宮の神田市を楽市とする
- 1569年（永禄12年） - 武田軍の穴山信君と葛山氏元の連合軍の攻撃を富士信忠が退ける。同年7月、大宮城開城。
- 1571年（元亀2年） - 今川氏真が富士信通に感状を与え、富士氏の今川陣営からの離脱を認める
- 1582年（天正10年） - 織田信長・徳川家康連合軍が侵攻。この際に大宮城が焼失したと伝わる。
- 角行が、富士山麓の人穴に籠り修行を行う。

### 近世以降
- 1604年（慶長9年） - 徳川家康によって富士山本宮浅間大社の社殿が造営される。
- 1609年（慶長14年） - 徳川家康が富士山本宮浅間大社に内院散銭の優先権を与える。
- 1779年 - 江戸幕府の裁定により、富士山本宮浅間大社が富士山の8合目以上を支配することが認められる。
- 1860年 - ラザフォード・オールコックが外国人として初めて富士登山を行い、大宮・村山口登山道から登る。大鏡坊に宿泊。
- 1896年（明治29年）7月8日 - 富士山本宮浅間神社が官幣大社に昇格。
- 1906年 - 富士登山道の大宮口新道が開かれる。

## 人口
| |                                          |  |
| 富士宮市と全国の年齢別人口分布（2005年） | 富士宮市の年齢・男女別人口分布（2005年） |  |
| ■紫色 ― 富士宮市 ■緑色 ― 日本全国 | ■青色 ― 男性 ■赤色 ― 女性                |  |
| 富士宮市（に相当する地域）の人口の推移 \| 1970年（昭和45年） \| 99,021人 \| \| \| 1975年（昭和50年） \| 110,580人 \| \| \| 1980年（昭和55年） \| 118,214人 \| \| \| 1985年（昭和60年） \| 122,653人 \| \| \| 1990年（平成2年） \| 127,127人 \| \| \| 1995年（平成7年） \| 129,999人 \| \| \| 2000年（平成12年） \| 130,372人 \| \| \| 2005年（平成17年） \| 131,476人 \| \| \| 2010年（平成22年） \| 132,001人 \| \| \| 2015年（平成27年） \| 130,770人 \| \| \| 2020年（令和2年） \| 128,105人 \| \| |                                          |  |
| 総務省統計局 国勢調査より |                                          |  |
| 1970年（昭和45年） | 99,021人                                 |  |
| 1975年（昭和50年） | 110,580人                                |  |
| 1980年（昭和55年） | 118,214人                                |  |
| 1985年（昭和60年） | 122,653人                                |  |
| 1990年（平成2年） | 127,127人                                |  |
| 1995年（平成7年） | 129,999人                                |  |
| 2000年（平成12年） | 130,372人                                |  |
| 2005年（平成17年） | 131,476人                                |  |
| 2010年（平成22年） | 132,001人                                |  |
| 2015年（平成27年） | 130,770人                                |  |
| 2020年（令和2年） | 128,105人                                |  |

## 行政

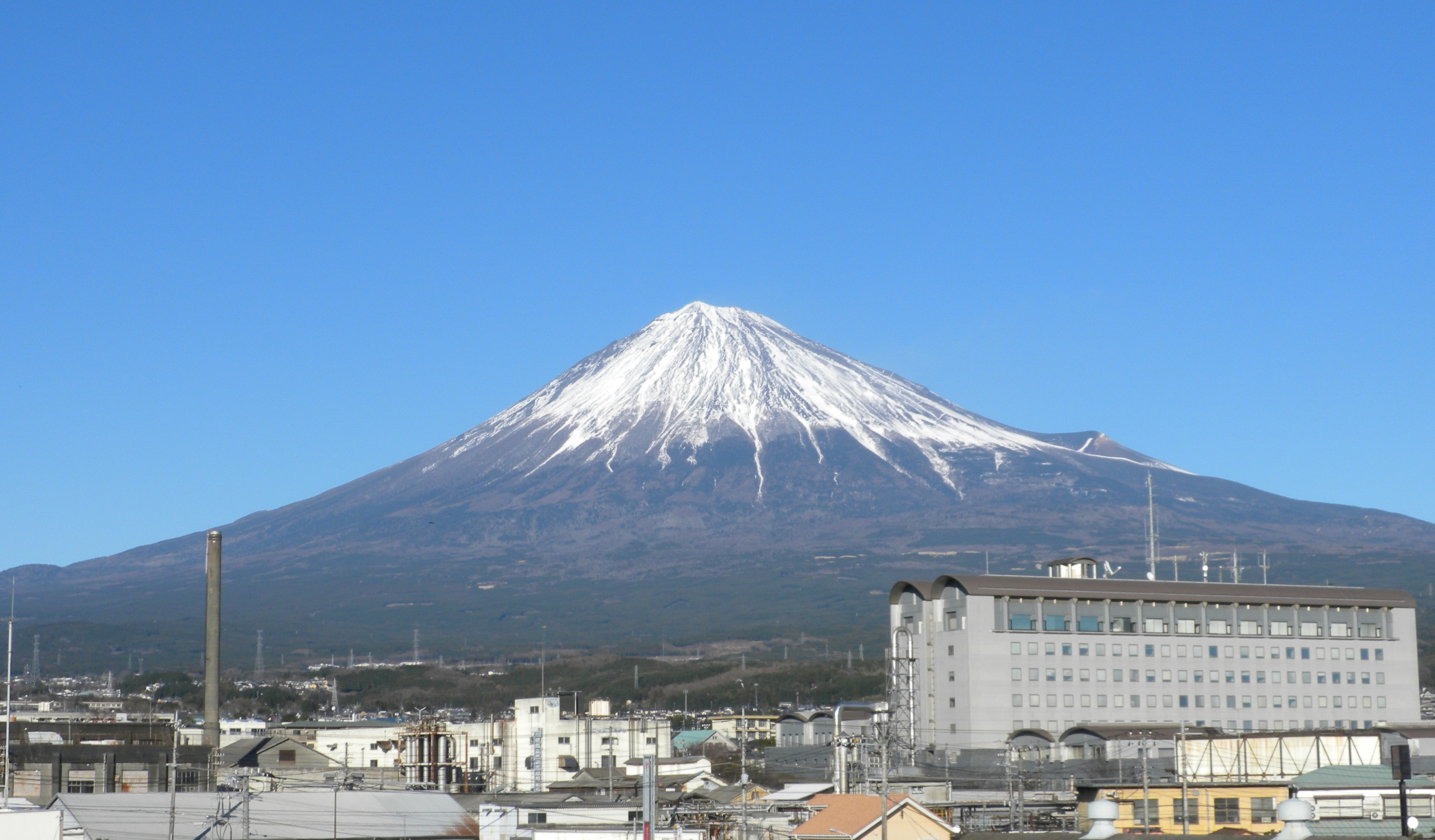
富士宮市役所と富士山

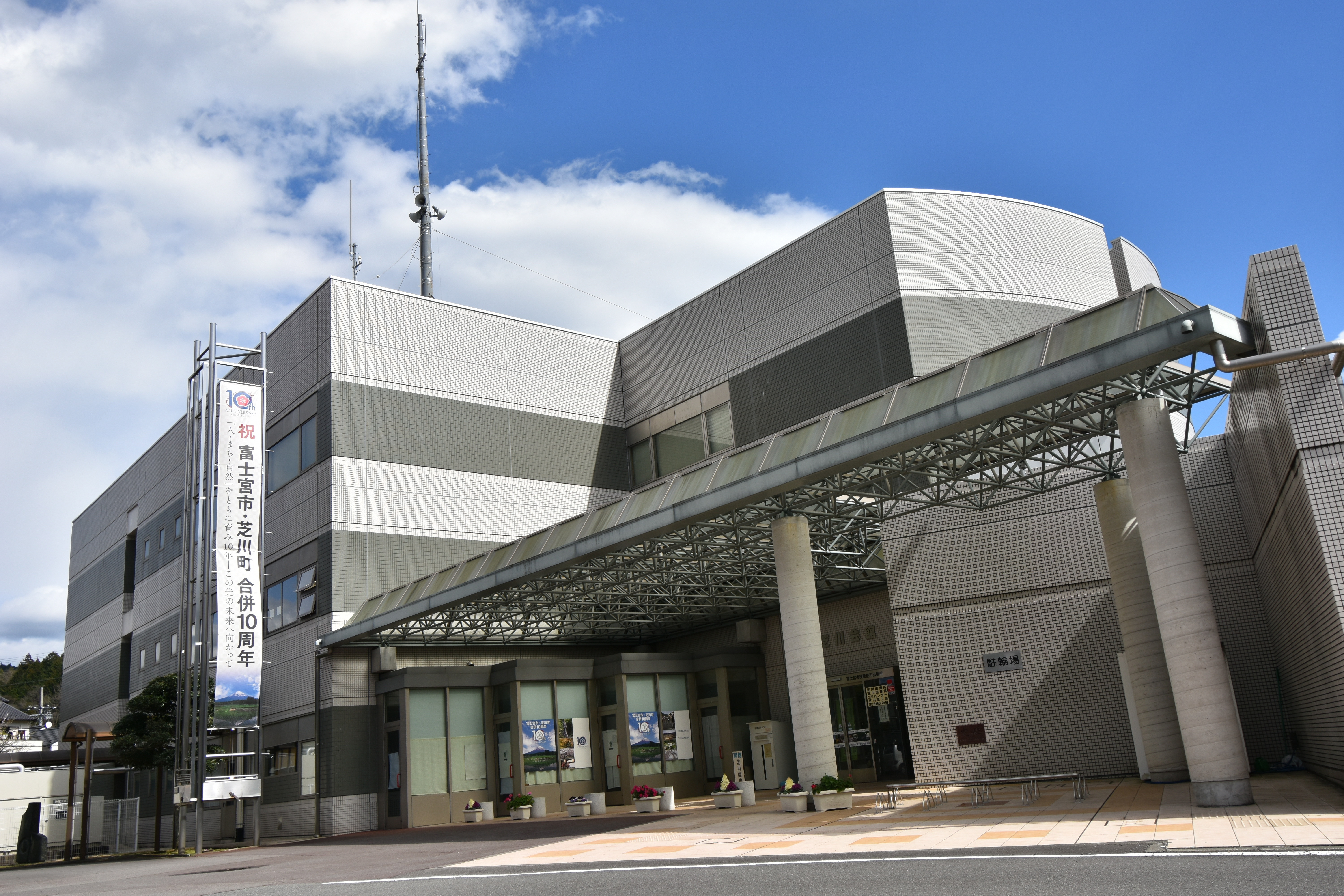
「芝川図書館」兼「富士宮市役所芝川出張所」

### 市長
- 市長：須藤秀忠（2011年4月27日就任、4期目）

| 代                 | 氏名               | 就任日                     | 退任日                     | 備考               |
| 官選旧・富士宮市長 | 官選旧・富士宮市長 | 官選旧・富士宮市長         | 官選旧・富士宮市長         | 官選旧・富士宮市長 |
| ------------------ | ------------------ | -------------------------- | -------------------------- | ------------------ |
| 1                  | 岡谷虎蔵           | 1942年（昭和17年）9月20日  | 1943年（昭和18年）8月23日  |                    |
| 2                  | 佐野政治           | 1943年（昭和18年）9月30日  | 1946年（昭和21年）11月11日 |                    |
| 公選旧・富士宮市長 |                    |                            |                            |                    |
| 3                  | 小室鶴松           | 1947年（昭和22年）4月6日   | 1955年（昭和30年）3月31日  |                    |
| 公選富士宮市長     |                    |                            |                            |                    |
| 1                  | 上杉増太郎         | 1955年（昭和30年）5月1日   | 1958年（昭和33年）11月14日 |                    |
| 2                  | 渡辺定信           | 1958年（昭和33年）12月21日 | 1960年（昭和35年）2月6日   |                    |
| 3                  | 山川斌             | 1960年（昭和35年）3月20日  | 1972年（昭和47年）3月19日  |                    |
| 4                  | 植松義忠           | 1972年（昭和47年）3月20日  | 1976年（昭和51年）3月19日  |                    |
| 5                  | 山川斌             | 1976年（昭和51年）3月20日  | 1980年（昭和55年）3月19日  |                    |
| 6                  | 植松義忠           | 1980年（昭和55年）3月20日  | 1983年（昭和58年）3月19日  |                    |
| 7                  | 吉田廉             | 1983年（昭和58年）4月24日  | 1991年（平成3年）4月23日   |                    |
| 8                  | 渡辺紀             | 1991年（平成3年）4月26日   | 2003年（平成15年）4月25日  |                    |
| 9                  | 小室直義           | 2003年（平成15年）4月27日  | 2011年（平成23年）4月26日  |                    |
| 10                 | 須藤秀忠           | 2011年（平成23年）4月27日  | 現職                       |                    |

### 行政の歴史
- 1889年（明治22年）4月1日 - 町村制施行に伴い、大宮町とその他8村が成立（「当初から町制を施行している町の一覧」）。
- 1942年（昭和17年）6月1日 - 富士郡大宮町、富丘村が合併し富士宮市誕生。富士郡より離脱。合併当時人口の約32,000人[15]。
- 1947年（昭和22年）4月6日 - 第1回公選市長誕生。
- 1948年（昭和23年）10月6日 - 富士宮市教育委員会発足。
- 1955年（昭和30年）4月1日 - 富士根村と合併し、新たに富士宮市が誕生。
- 1958年（昭和33年）4月1日 - 北山村、上井出村、白糸村、上野村を編入。
- 1968年（昭和43年）8月3日 - 近江八幡市と夫婦都市となる。
- 1975年（昭和50年）7月22日 - 米国・サンタモニカ市と姉妹都市となる。
- 1983年（昭和58年）3月20日 - 市長・市議会のダブルリコールによる住民投票が行われ、市長は解職、市議会は解散の結果が出た。
- 1987年（昭和62年）11月 - 市役所の移転先が現在地（旧・市立体育館一帯）に決定[16]。
- 1991年（平成3年）11月1日 - 市役所を元城町1番1号から現在地に移転。
- 1992年（平成4年）6月1日 - 富士宮市が市政施行50周年を迎える。
- 1997年（平成9年）11月11日 - 中国・紹興市と友好交流関係都市となる。
- 2008年（平成20年）5月27日 - 神奈川県秦野市と災害相互応援協定を交わす。
- 2010年（平成22年）3月23日 - 富士郡芝川町を編入。これにより富士郡が消滅した。

### 現代の歴史
- 1952年 - 当時の富士郡上野村（1958年4月1日編入）において参議院補欠選挙での村ぐるみの不正を告発した女子高校生が一家共々村八分にされるという事件が発生(静岡県上野村村八分事件)。
- 1971年 - 全世界のボーイスカウトの最大行事である第13回世界ジャンボリーが開催された。
- 1982年3月11日 - 「富士山本宮浅間神社」から「富士山本宮浅間大社」へ改名。
- 2006年 - 富士山本宮浅間大社御鎮座1200年祭。
- 2010年
  - ラザフォード・オールコックの富士登山より150周年。
  - 8月2日から8日の間朝霧高原にて第15回日本ジャンボリーが開催され、開会式には皇太子様も出席された[17]。
- 2011年3月15日 - 静岡県東部地震が発生。

### 市・県管理の施設
文化施設等
- 博物館
  - 静岡県富士山世界遺産センター
- ホール
  - 富士宮市民文化会館
- 公民館・地域学習センター : 12館
- 市役所出張所 : 4ヶ所
- 図書館
  - 富士宮市立中央図書館
  - 富士宮市立西富士図書館
- 富士宮市芝川図書館

スポーツ施設・公園

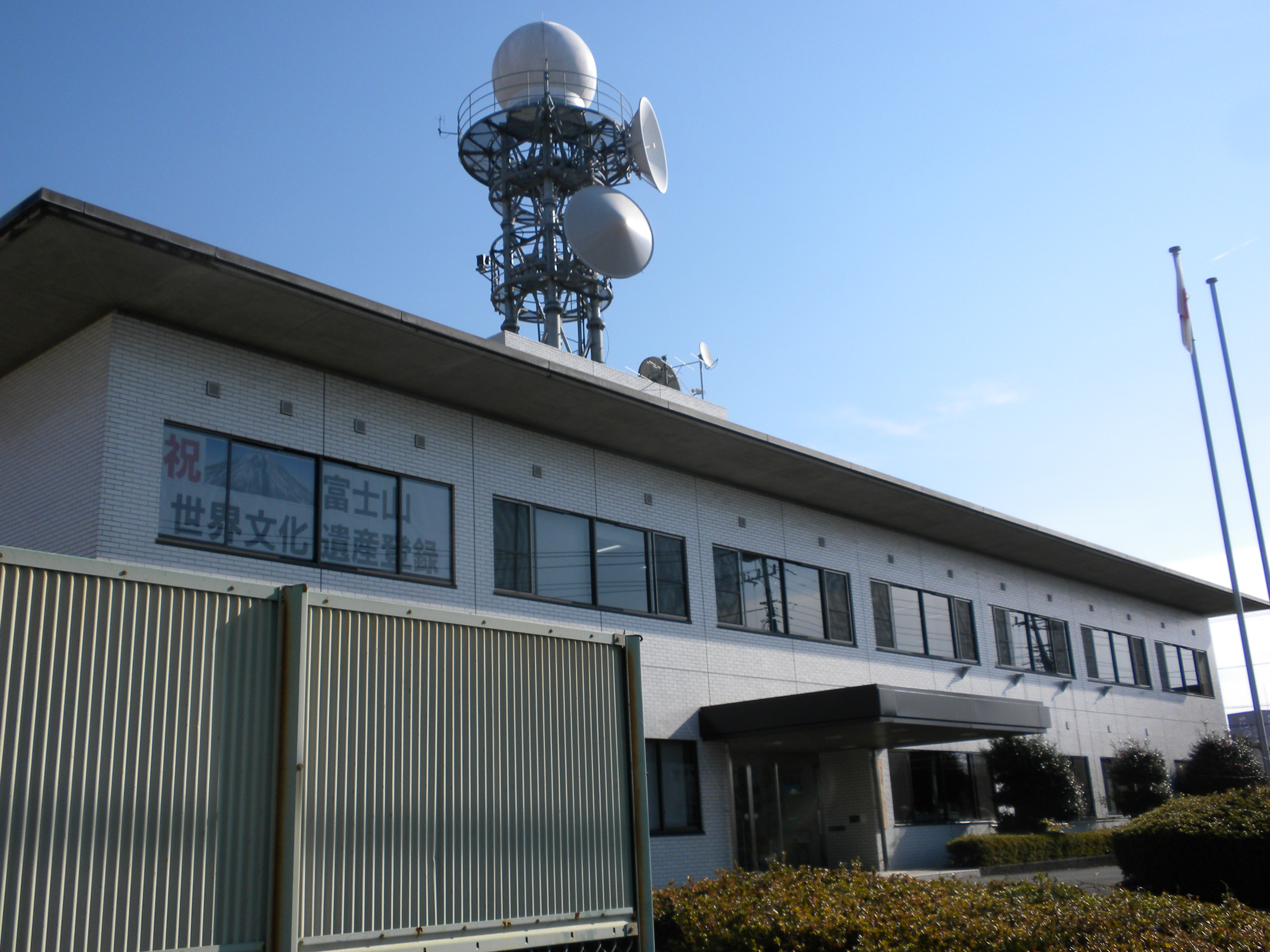
国土交通省富士砂防事務所
大沢崩れを始めとする富士山南西麗の土砂災害対策事業などを手がける

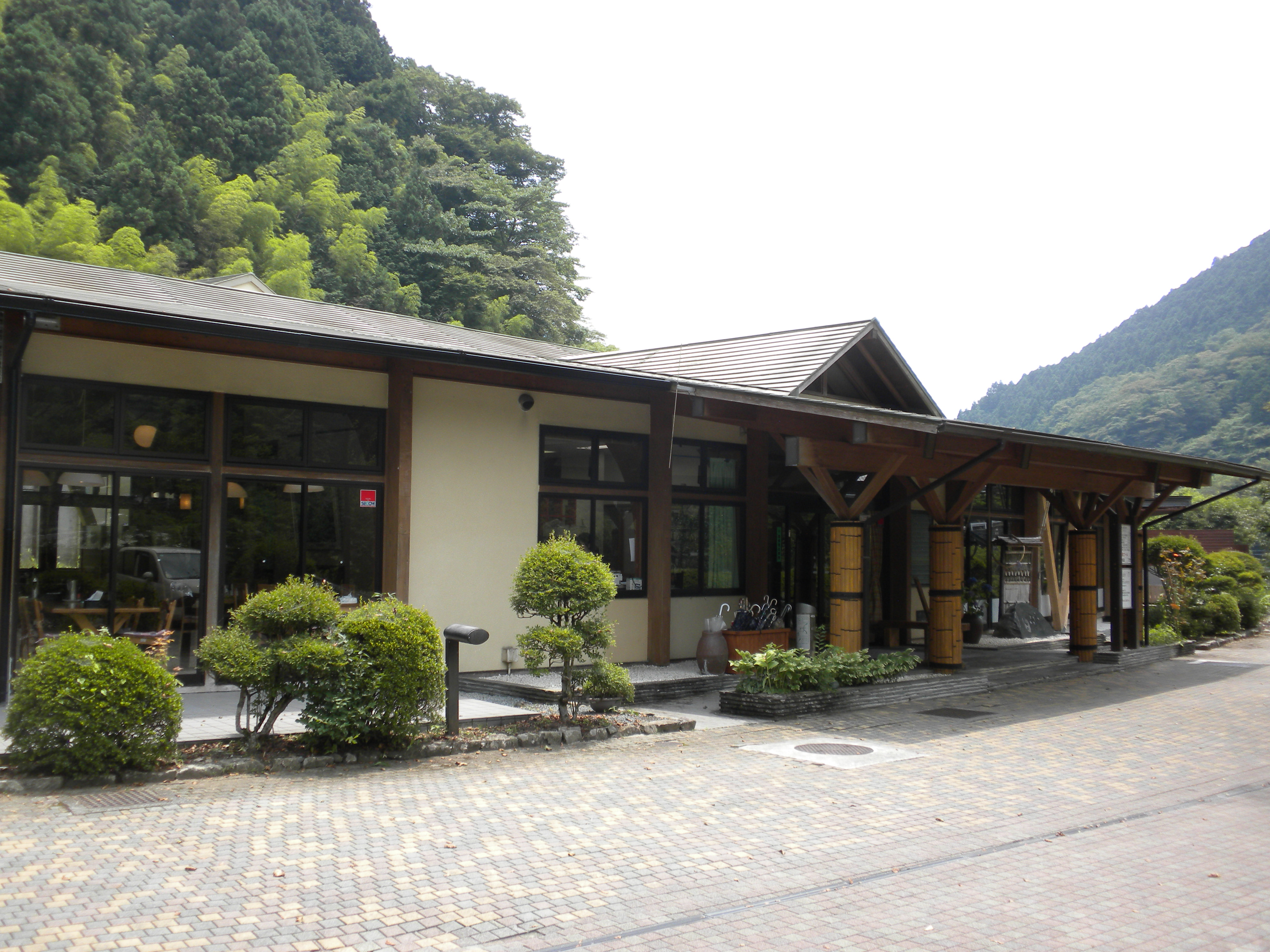
ユー・トリオ

- 山宮スポーツ公園（富士山スタジアム、山宮ふじざくら球技場）
- ふじのみやスポーツ公園（富士宮市民体育館、富士宮市民プール、外神スポーツ広場、富士宮市民テニスコート）
- 静岡県立朝霧野外活動センター
- 朝霧アリーナ

## 議会
- 市議会の定数は22[18]。
- 衆議院議員総選挙の小選挙区は静岡県第4区。
- 2019年10月の富士宮市議会議長選に絡む不祥事が発覚している。内容は贈賄申し込みの疑いであり、2021年9月7日には当時の富士宮市議長が逮捕されている[19]。

| 会派名           | 議席数（女性議員数） |
| ---------------- | -------------------- |
| 富岳会           | 5（0）               |
| 育成             | 3（0）               |
| 至誠             | 3（0）               |
| 日本共産党議員団 | 2（1）               |
| 公明会           | 2（0）               |
| 蒼天             | 2（0）               |
| 令和             | 2（1）               |
| 合計             | 19（2）              |

## 地区
- 上井出（かみいで）地区 - 旧上井出村（広義）
  - 根原（ねばら） - 旧根原村
  - 麓（ふもと） - 旧麓村
  - 猪之頭（いのかしら） - 旧猪之頭村
  - 人穴（ひとあな） - 旧人穴村
  - 上井出（かみいで） - 旧上井出村（狭義）
- 白糸（しらいと）地区 - 旧白糸村
  - 佐折（さおり） - 旧佐折村
  - 内野（うつの） - 旧内野村
  - 原（はら） - 旧原村
  - 半野（はんの） - 旧半野村
  - 狩宿（かりやど） - 旧狩宿村
- 北山（きたやま）地区 - 旧北山村
  - 北山（きたやま） - 旧北山村
  - 山宮（やまみや） - 旧山宮村
- 上野（うえの）地区 - 旧上野村
  - 精進川（しょうじんがわ） - 旧精進川村
  - 上条（かみじょう） - 旧上条村
  - 下条（しもじょう） - 旧下条村
  - 馬見塚（うまみづか） - 旧馬見塚村
- 富士根（ふじね）地区 - 旧富士根村
  - 粟倉*（あわくら） - 旧粟倉村
  - 南陵*（なんりょう）
  - 粟倉南町*（あわくら-みなみちょう）
  - 舟久保町*（ふなくぼちょう）
  - 村山（むらやま） - 旧村山村
  - 大岩（おおいわ） - 旧大岩村
  - 小泉*（こいずみ） - 旧小泉村
  - 西小泉町*（にし-こいずみ-ちょう）
  - 前田町（まえだちょう）
  - 杉田（すぎた） - 旧杉田村
- 富丘（とみおか）地区 - 旧富丘村
  - 青木*（あおき） - 旧青木村
  - 青木平*（あおき-だいら） - ニュータウン
  - 外神*（とがみ） - 旧外神村
  - 外神東町*（とがみ-ひがしちょう）
  - 宮原（みやはら） - 旧宮原村
  - 淀師（よどし） - 旧淀師村
  - 大中里（おおなかざと） - 旧大中里村
- 大宮（おおみや）地区 - 旧大宮町
  - 万野原新田（まんのはらしんでん）
  - 阿幸地*（あこうじ） - 旧阿幸地村
  - 三園平（みそのだいら）
  - 中原町（なかはらちょう）
  - 舞々木町（まいまいぎちょう）
  - 穂波町（ほなみちょう）
  - 淀平町（よどひらちょう）
  - 宮北町（みやきたちょう）
  - 北町（きたちょう）
  - ひばりが丘（ひばりがおか）
  - 富士見ヶ丘（ふじみがおか）
  - 城北町（じょうほくちょう）
  - 豊町（ゆたかちょう）
  - 光町（ひかりちょう）
  - 朝日町（あさひちょう）
  - 中島町（なかじまちょう）
  - 淀川町（よどがわちょう）
  - 宝町（たからまち）
  - 元城町（もとしろちょう）
  - 若の宮町（わかのみやちょう）
  - 阿幸地町*（あこうじ-ちょう）
  - 東阿幸地*（ひがし-あこうじ）
  - 貴船町（きぶねちょう）
  - 西町（にしちょう）
  - 宮町（みやちょう）
  - 大宮町（おおみやちょう）
  - 中央町（ちゅうおうちょう）
  - 東町（ひがしちょう）
  - 矢立町（やたてちょう）
  - 弓沢町（ゆみざわちょう）
  - 中里東町（なかざと-ひがしちょう）
  - 泉町（いずみちょう）
  - 神田川町（かんだがわちょう）
  - 浅間町（あさまちょう）
  - 錦町（にしきちょう）
  - 田中町（たなかちょう）
  - 源道寺町（げんどうじ-ちょう） - 旧源道寺村
  - 野中*（のなか） - 旧野中村
  - 野中町*（のなか-ちょう）
  - 黒田（くろだ） - 旧黒田村
  - 星山（ほしやま） - 旧星山村
  - 安居山（あごやま） - 旧安居山村
  - 沼久保（ぬまくぼ） - 旧沼久保村
  - 山本（やまもと） - 旧山本村
  - 貫戸（ぬくど） - 旧貫戸村
- 芝川（しばかわ）地区 - 旧芝川町
  - 柚野（ゆの）地区 - 旧柚野村
    - 上稲子（かみ-いなこ） - 旧上稲子村
    - 下稲子（しも-いなこ） - 旧下稲子村
    - 上柚野（かみ-ゆの） - 旧上柚野村
    - 下柚野（しも-ゆの） - 旧下柚野村
    - 猫沢（ねこざわ） - 旧猫沢村
    - 鳥並（とりなみ） - 旧鳥並村
    - 大鹿窪（おおしかくぼ） - 旧大鹿窪村

  - 富原（とみはら）地区 - 旧富原村
    - 芝富（しばとみ） - 旧芝富村
      - 西山（にしやま） - 旧西山村
      - 大久保（おおくぼ） - 旧大久保村
      - 羽鮒（はぶな） - 旧羽鮒村
      - 長貫（ながぬき） - 旧長貫村

    - 内房（うつぶさ） - 旧内房村

## 姉妹都市・提携都市

### 海外
姉妹都市
- アメリカ合衆国カリフォルニア州サンタモニカ市
  - 1975年7月21日 姉妹都市提携。創価学会による国際友好親善パレードをきっかけに友好関係が生まれる。

友好都市
- 中華人民共和国浙江省紹興市
  - 1997年11月11日 友好都市提携。富士宮市内の企業が紹興市へ技術指導に行ったのをきっかけに経済交流が行われる。
- 大韓民国慶尚北道栄州市
  - 2012年11月5日 友好都市提携。サッカー交流をきっかけに栄州市からの申し入れがあったため友好提携が行われる。

### 日本国内
夫婦都市
- 滋賀県近江八幡市
  - 1968年 夫婦都市提携。大太法師（ダイダラボッチ）が土を掘り、その土で作られたのが富士山であり、掘った後にできたのが琵琶湖であるという伝説をもとに昭和32年（1957年）に「富士と琵琶湖を結ぶ会」を結成。両者で「お水取り」と「お水返し」の交流が続けられ、1968年には夫婦（めおと）都市の提携が結ばれる[20][21]。
  - 1996年 災害時相互応援協定。

防災相互協定都市
- 東京都日野市
- 神奈川県南足柄市
- 神奈川県秦野市
- 福井県あわら市

食のまちづくり交流宣言都市
- 福井県小浜市

フードバレー交流都市
- 北海道帯広市

フラワーフレンドリーシティー
- 神奈川県南足柄市

その他
- 全国門前町サミット
全国の神社仏閣を中心に発展してきた門前町を有する自治体・観光協会・商業関係者などが集まり地域活性、街作り推進のため開催する会議。
- 織田信長サミット
織田信長との関係が深い市町および関係を大切にしている市町の集まりに参加している。

## 産業

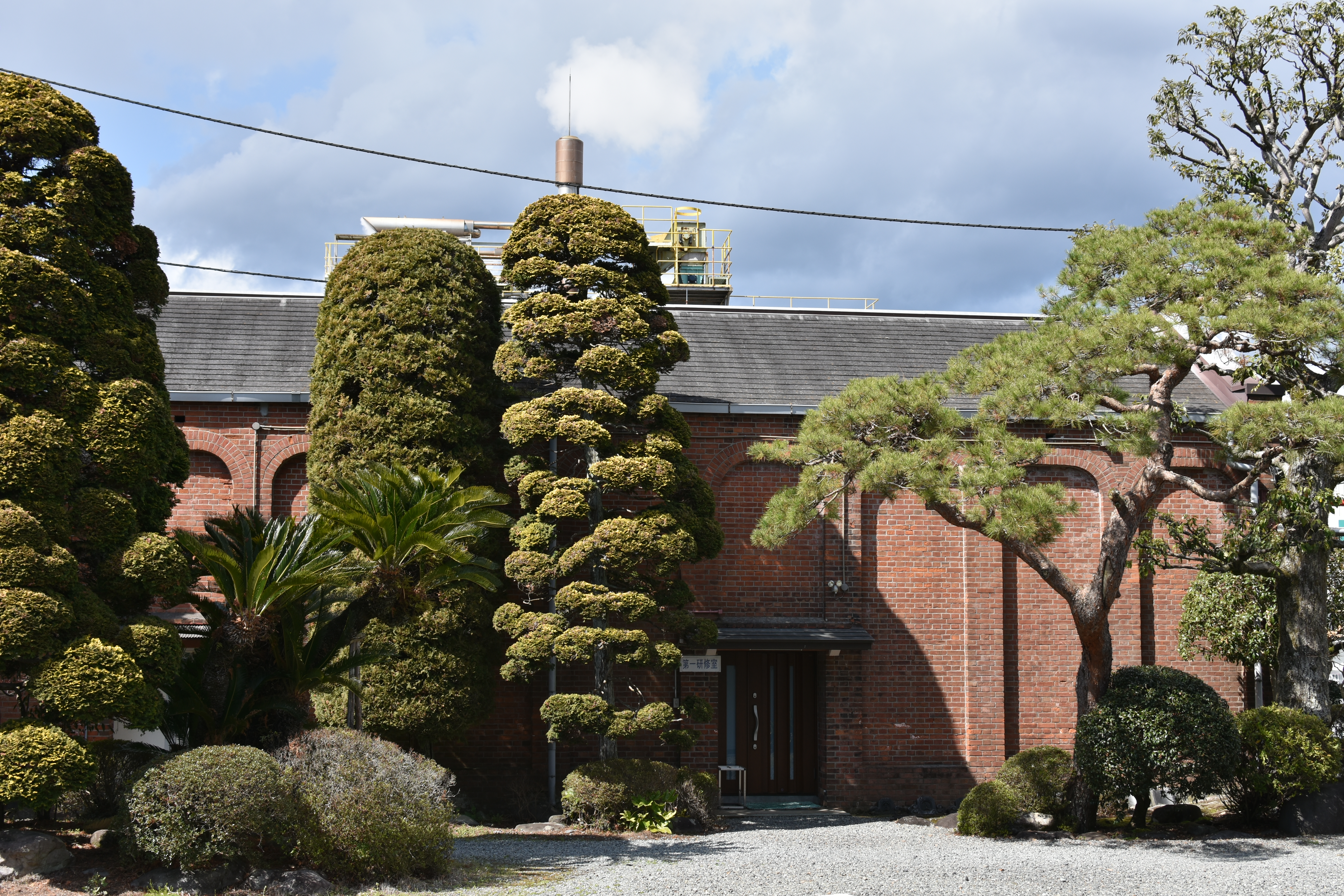
王子エフテックス芝川工場建屋

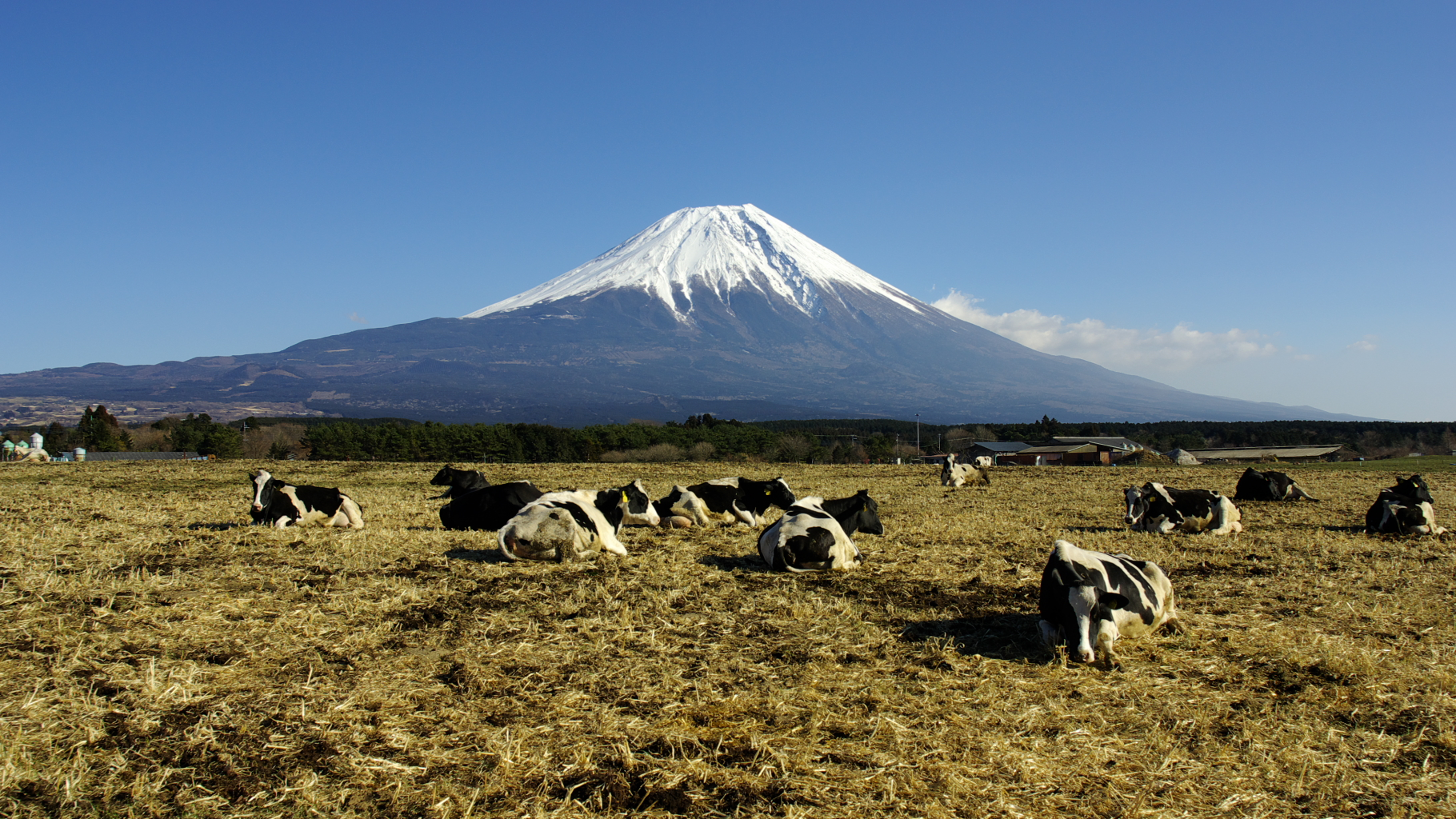
朝霧高原の牛

### 第一次産業
富士山の西麓に広がる朝霧高原を中心として第一次産業が行われている。富士山のわき水が豊富であることから、ワサビの栽培やニジマスの養殖も行われており、市町村単位では2012年現在、ニジマス生産量日本一である。

### 第二次産業

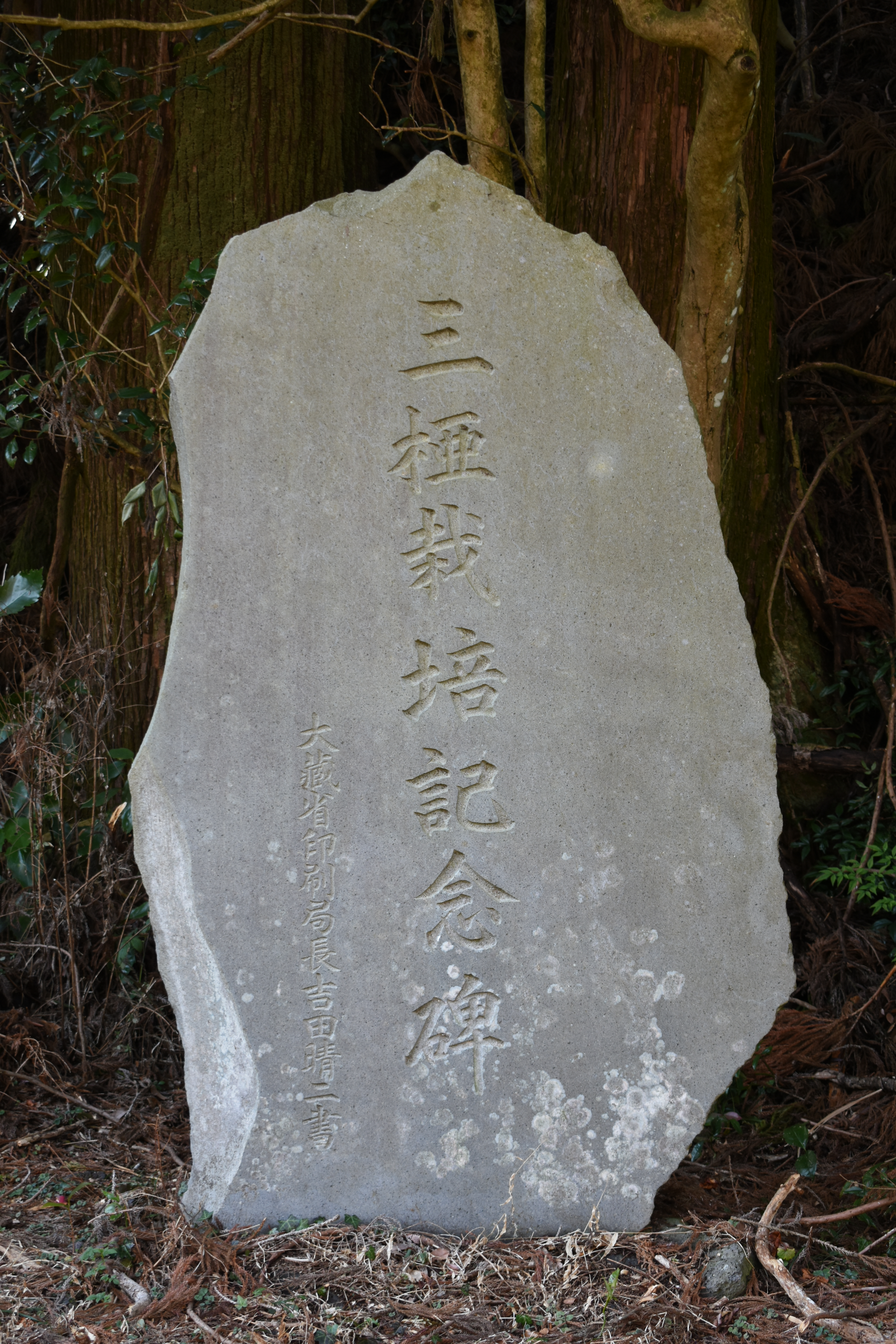
三椏栽培記念碑

富士宮市の製造品出荷額等は年々増加傾向にあり、平成29年度は939,155百万円で1兆円に迫る状況にある。
富士宮市は歴史的に見て富士地域（富士宮市・富士市）における製紙業隆盛の礎の地であり、駿河半紙生産の契機やその近代化にも係る地域であった。他旧芝川町域では明治30年（1897年）に四日市製紙芝川工場が完成、翌年稼働するなどしている。その関係で古くより製紙業が盛んであったが、近年は輸送用機器・化学工業・医療用機器などを中心とした構成となっている。豊富な伏流水を利用した水に関係する産業が中心である。

### 第三次産業
市内では第三次産業の割合が最も大きい。

### 本社や工場（支社）をおく企業
上場企業で本社を置くもの
- エンビプロ・ホールディングス
- 日本プラスト
- エッチ・ケー・エス

本社以外
- アイエイアイ
- アサヒ飲料
- アマダ
- エリエールペーパー
- 王子エフテックス
- 王子ネピア
- 小野薬品工業
- 河西工業
- ジヤトコ
- 星光PMC
- テルモ
- TOKAI
- ニッピ
- 日本クレア
- 日本デリカフレッシュ
- パーパス
- 富士カプセル
- 富士フイルム
- 松屋フーズ
- 森永乳業
- ユニプレス

### 工業団地
- 富士宮鉄工団地
- 富士宮北山工業団地
- 富士山南陵工業団地
- 山宮工業団地

## 商業

### 富士宮商圏
2006年の調査では、富士宮市が属する「富士宮商圏」の商圏人口は405,261人と県内7位であるが、市人口の3倍超の商圏を築いている。また物品全体における地元購買率が83.0%と県内1位（衣料品2位、食料品4位）であり、基本的に市内で消費される傾向にある。。
その理由の1つとして「イオンモール富士宮」の存在があり、富士宮市民だけでなく、隣接する富士市や山梨県などの他商圏からの吸入率も増加傾向にある。

### 商業施設
2001年に富士宮駅前に開業、及び2006年に大規模増築したイオンモール富士宮が、富士宮商圏の中心的な存在となっている。
富士宮駅周辺には大型小売店として従来より1972年（昭和47年）開業のユニー、1973年（昭和48年）開業の長崎屋、そして中規模小売店としてヤオハンやマキヤがあった。しかし駅前の密集地で駐車場も含めた敷地の拡大がしづらいことと、同業者が複数乱立することによる過当競争などから、これら店舗の郊外移転例が見られた。ヤオハンは郊外へ移転した上、別店舗として1992年（平成4年）に「ヤオハン富士宮プラザ」を開業させた。同施設の店舗面積は広大であり、当時富士地区（富士宮市・富士市）でも最大であった。
しかしヤオハンは1997年に倒産、店舗は1996年にダイエー系列の中堅スーパーのセイフーとして再オープンしたものの（後にダイエー本体の店舗へと移管）、ダイエーの業績不振から僅か2年での撤退となった。一方駅前に残ったユニーと長崎屋も老朽化と拡張の困難さに悩まされ、2001年にイオン富士宮SC（現イオンモール富士宮）が開業を決定したことで、これを契機としてどちらも同所からの撤退を決定した。なお、ユニーは1994年12月、国道139号線沿いにサンテラス富士宮店（現ピアゴ富士宮店）を開業しており、そちらへ統合した。また長崎屋は会社自体が倒産のため撤退となった。

## 交通

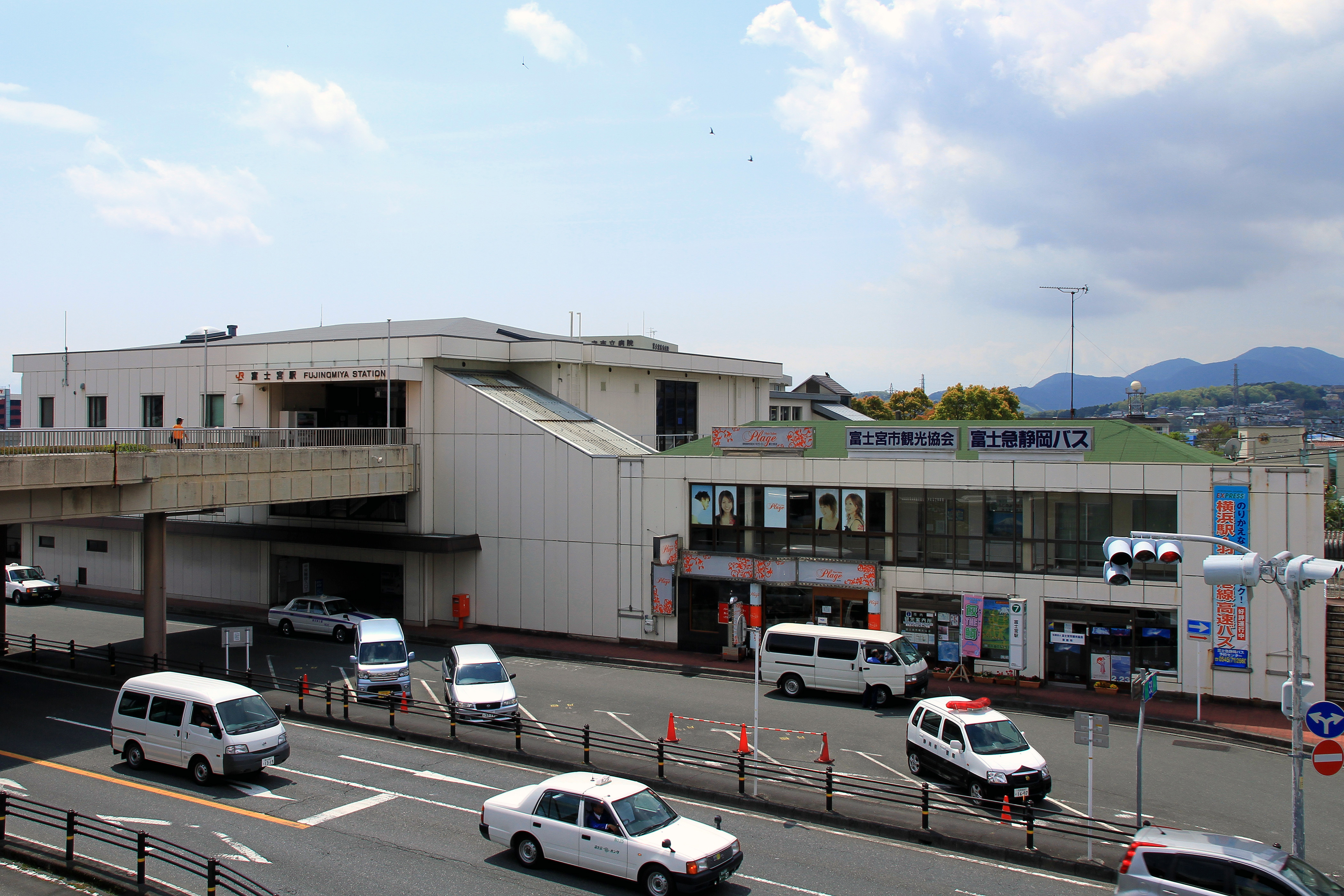
富士宮駅とペデストリアンデッキ

### 鉄道
東海旅客鉄道（JR東海）

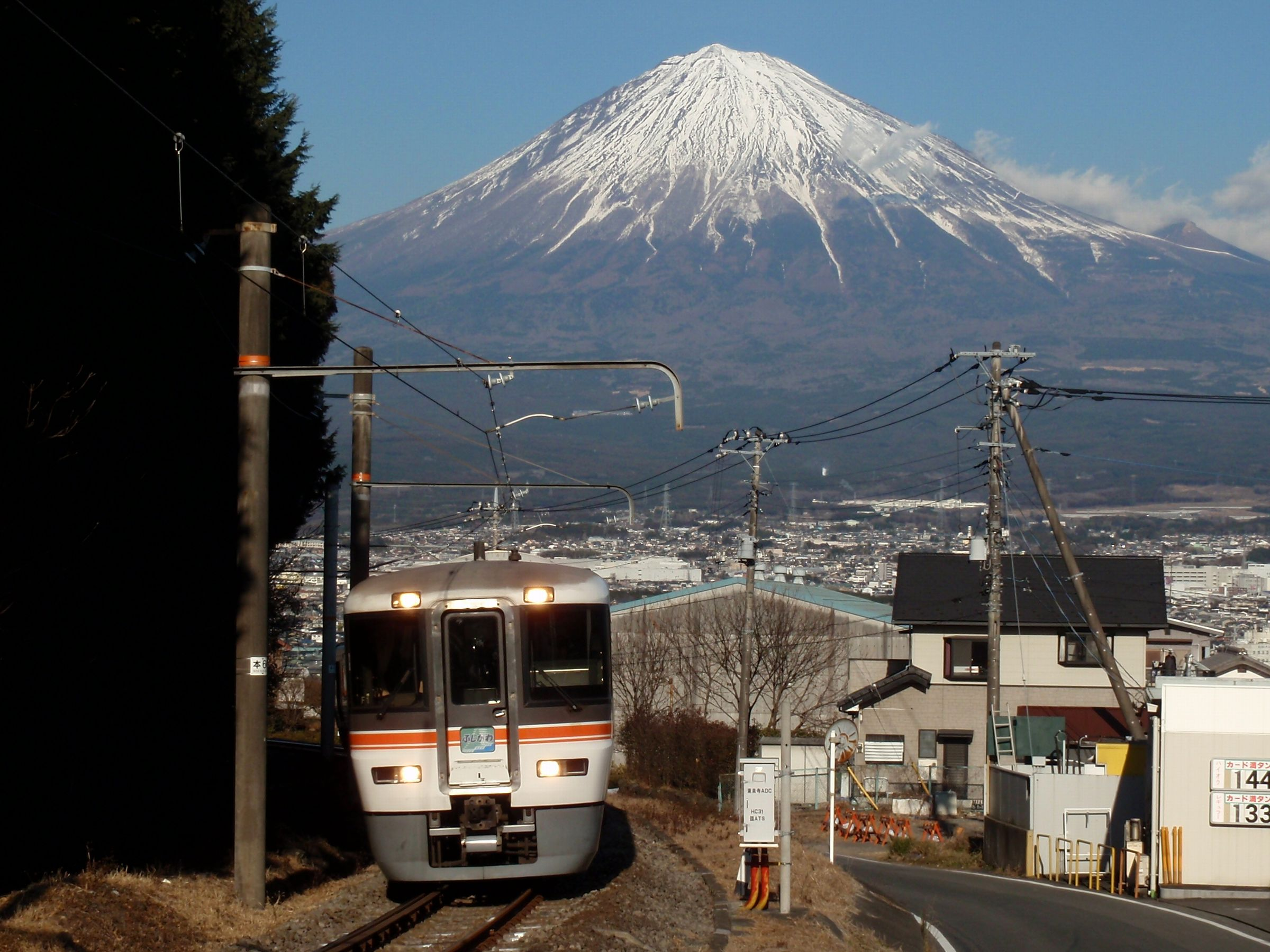
身延線を走る特急ふじかわ

CC 身延線： 源道寺駅 - 富士宮駅 - 西富士宮駅 - 沼久保駅 - 芝川駅 - 稲子駅
- 中心となる駅：富士宮駅

### バス
営業所
- 富士急静岡バス富士宮営業所
- 山梨交通静岡営業所

定期観光バス

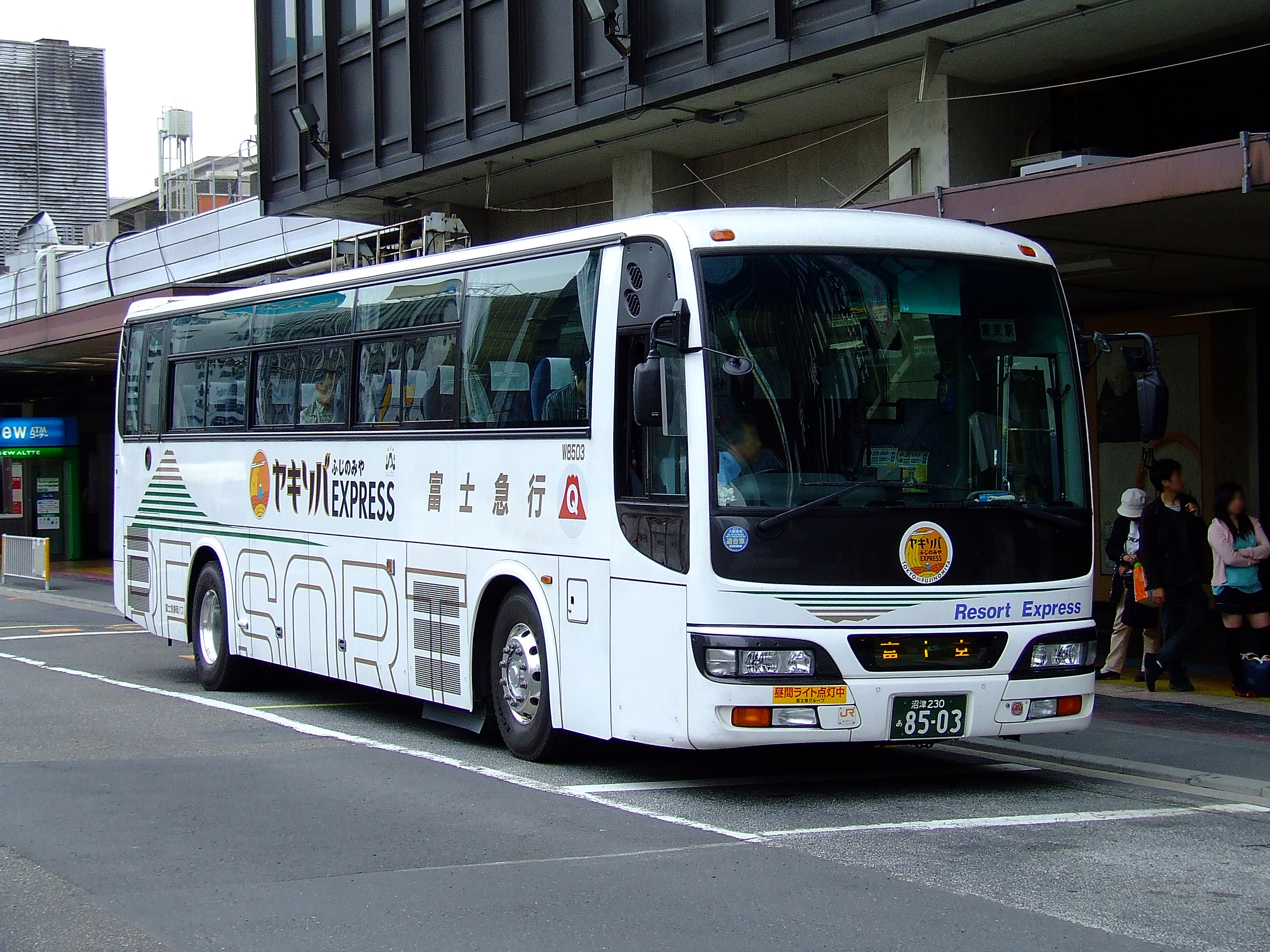
東京駅からの高速バス（富士急静岡バス）

- 土日祝日に限り、富士宮駅を起点として「強力くん」（ごうりきくん）が運行されている。午前ルートと午後ルートがあり、予約は不要[27]。

路線バス
- 主に富士宮駅を起点として、市内外各方面に路線バスが運行されている[28][29]。
- 各路線ではPASMO・Suicaなどの交通系ICカードが利用できる。

1. 富士急グループ（富士急静岡バス・富士急バス）により、市内各方面や富士市（新富士駅・吉原中央駅方面など）、山梨県などへの一般路線が運行されている。
2. 山梨交通により、JR東海道線富士川駅（富士市）方面に向かう1路線が運行されている。

コミュニティバス
1. 「宮バス」（コミュニティバス。旧「芝川バス」を含む）
2. 「宮タク」（富士宮市中心部と郊外を結ぶバス路線が廃止された交通空白地域における、会員登録・事前予約型のデマンド型乗合タクシー。）

- 宮バスは平成20年度に利用者が34,132人だったものが平成25年度には57,547人と、増加傾向が見られる（芝川バスを含まず）。宮タクも平成20年度に5,070人だったものが平成25年には 11,141人と増加している[30]。

高速バス
1. 富士宮 - 東京（やきそばエクスプレス） --- 富士急静岡バス
2. 富士吉田・富士宮 - 京都・大阪【夜行】（フジヤマライナー） --- 富士急バス・近鉄バス
3. 静岡・富士宮 - 富士山富士宮口五合目【季節運行】 --- 富士急静岡バス

### 道路
高速道路
- 新東名高速道路は市内を通るが、インターチェンジはない。最寄りのインターチェンジは富士市にある新富士IC。又は静岡市清水区にある新清水IC
- 西富士道路 : 小泉IC
- 富士宮道路 : 外神IC - 北山IC - 上井出IC - 内野IC

一般国道
- 国道52号
- 国道139号（一部区間自動車専用道路）
- 国道469号

県道
- 主要地方道
  - 静岡県道10号富士川身延線
  - 静岡県道25号富士宮芝川線
  - 静岡県道53号富士宮停車場線
  - 静岡県道・山梨県道71号富士宮鳴沢線
  - 静岡県道72号富士白糸滝公園線
  - 静岡県道75号清水富士宮線
  - 静岡県道76号富士富士宮由比線
- 一般県道
  - 静岡県道152号富士公園太郎坊線
  - 静岡県道158号大坂富士宮線
  - 静岡県道180号富士宮富士公園線
  - 静岡県道182号三沢富士宮線
  - 静岡県道184号白糸富士宮線
  - 静岡県道190号塩出尾崎線
  - 静岡県道192号宍原塩出線
  - 静岡県道397号富士根停車場線
  - 静岡県道398号上稲子長貫線
  - 静岡県道414号富士富士宮線

林道
- 林道湯之奥猪之頭線

道路愛称

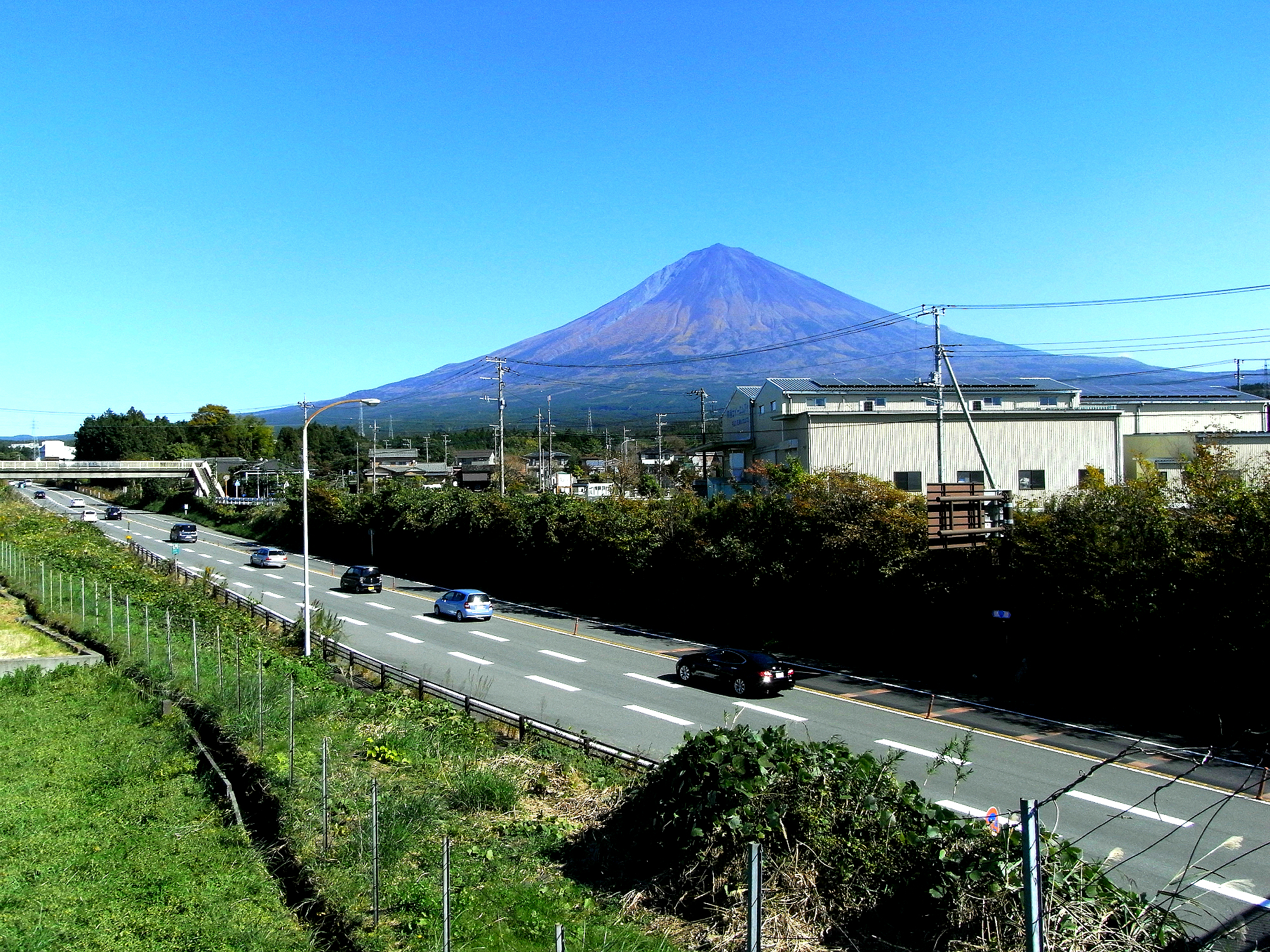
国道139号線と富士山

- 富士宮バイパス（国道139号小泉IC-外神間（富士宮道路起点）
- 富士山スカイライン

## 医療
市の医療の中核をなすのが、富士宮市立病院である。富士宮市立病院は市街地に位置し、主要駅からのアクセスなども良好である。
医療施設
- 富士宮市立病院
- 国立病院機構静岡富士病院
- 救急医療センター

救急医療
救急医療として「富士宮市救急医療センター」が設けられている。
団体
団体としては社団法人富士宮市医師会がある。（詳しくは富士宮医師会を参照）

## 教育・研究機関

### 専門学校
- 県立
  - 静岡県立農林大学校大家畜分校
- 私立
  - 日本建築専門学校

### 高等専修学校
- 富士宮高等専修学校

### 高等学校
- 県立
  - 静岡県立富士宮西高等学校
  - 静岡県立富士宮北高等学校
  - 静岡県立富士宮東高等学校
  - 静岡県立富岳館高等学校
- 私立
  - 星陵高等学校

### 中学校
- 市立

詳細は静岡県中学校一覧の富士宮市を参照
- 私立
  - 星陵中学校

### 小学校
詳細は静岡県小学校一覧の富士宮市を参照

### 特別支援学校
- 静岡県立富士特別支援学校富士宮分校

### 研究機関
- 静岡県畜産技術研究所

### 図書館
- 富士宮市立図書館（組織名）
  - 富士宮市立中央図書館 - 富士宮市の図書館サービスの中心館[31]。
  - 富士宮市立西富士図書館 - 富士宮市北部の地域館[31]。
  - 富士宮市立芝川図書館 - 旧芝川町の地域館[31]。
  - 自動車図書館「ひばり号」 - 2台ある移動図書館車両。

1929年（昭和4年）8月に大宮町立図書館が開館。1934年（昭和9年）2月には優良図書館として文部省から表彰されている。1943年（昭和18年）6月には大宮町が市制施行して富士宮市が発足し、大宮町立図書館から富士宮市立図書館に改称。太平洋戦争末期の1945年（昭和20年）7月には富士宮青年学校に移転し、8月にはかつての建物が強制疎開により解体された。
戦後の1946年（昭和21年）7月には連雀町（現・東町）の大頂寺に移転し、11月には富士宮市医師会城山診療所を借用して開館した。1967年（昭和42年）6月には宮町の専売公社跡に移転し、1969年（昭和44年）9月には宮町に新館を新築して移転した。1989年（平成元年）3月29日には宮町に現行館が開館。1991年（平成3年）には日本図書館協会建築賞を受賞している。1993年（平成5年）3月28日には上井出に西富士図書館が開館。2010年（平成22年）3月には富士宮市と芝川町が合併し、くれいどる芝楽に芝川図書館が開館。2011年（平成23年）3月23日には芝川図書館が長貫の芝川会館に移転した。
現在の富士宮市立図書館は、中央図書館、西富士図書館、芝川図書館の3館、自動車図書館「ひばり号」、富士宮駅前交流センター、大富士交流センター、8ある公民館図書室の配本所からなる。

## 観光

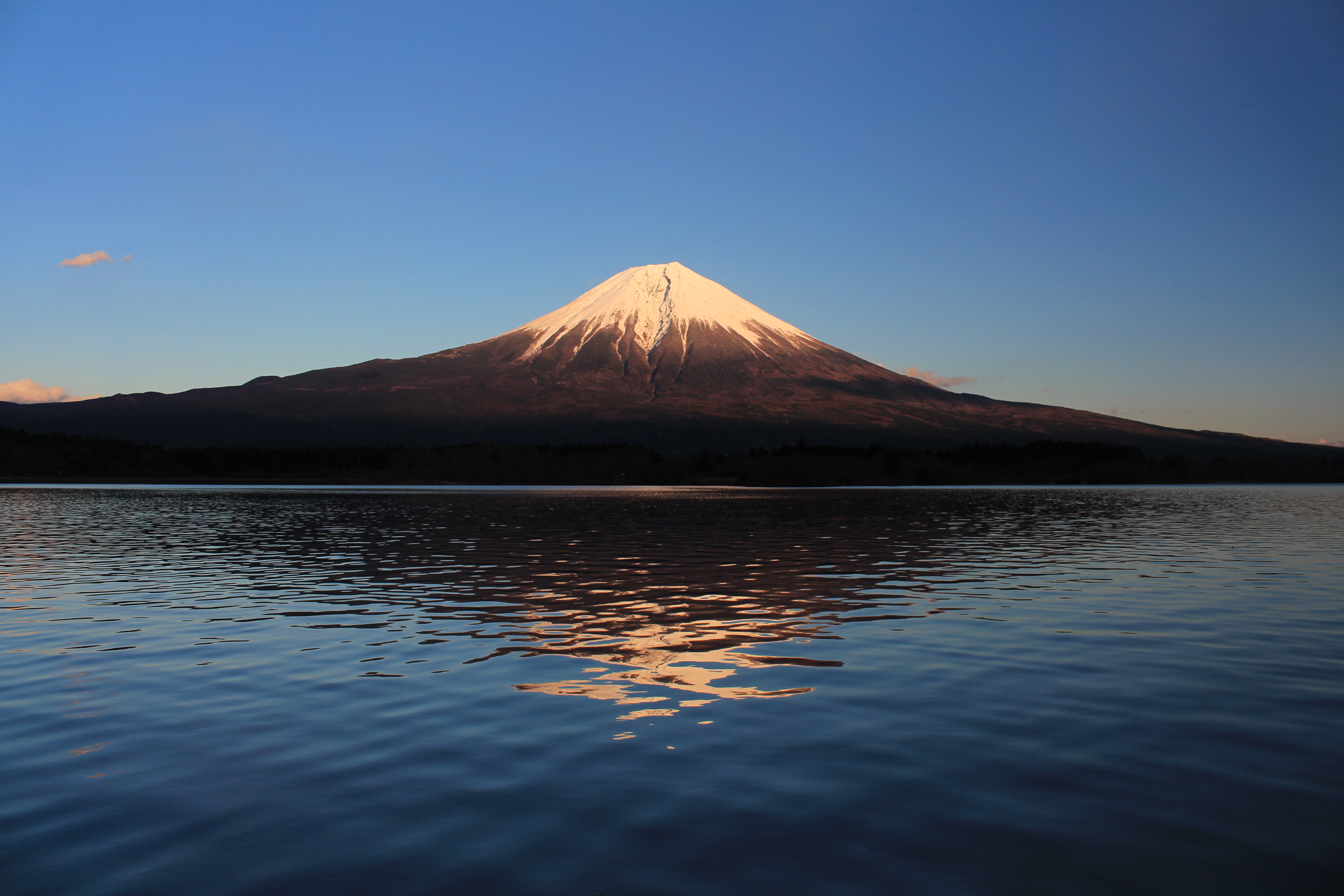
田貫湖
「富士山がある風景100選」

平成20年度の観光客入り込み客数は640万人以上であり、最近10年間は600～700万人で推移する観光都市である。観光資源として、市北部に富士山の恩恵を受けた自然資源があり、市中心部は富士山本宮浅間大社や湧玉池といった歴史的建造物がある。
環境省が公表した富士山がある風景100選において富士宮市内では17箇所が指定されており、これは静岡県側では最多である。

### 観光・景勝地

#### アクセス
南東方向に東名高速道路・新東名高速道路があり北方向に中央自動車道といった高速道路が通るため、以下のルートが考えられる。特に市北部は中央自動車道からのアクセスもよい。
- 道の駅朝霧高原までの所要距離[34]
  - 中央自動車道河口湖ICから国道139号経由約25km
  - 中央自動車道甲府南ICから国道358号を通り国道139号経由約30km
  - 東名高速道路富士IC・新東名高速道路新富士ICから西富士道路小泉IC経由25km

- 中心市街地（お宮横丁周辺）まで
  - 中央自動車道河口湖ICから国道139号途中、西湖先より富士宮鳴沢線経由 43.5キロ
  - 中央自動車道甲府南ICから国道139号経由 53.4キロ
  - 新東名高速道路・新富士IC 西富士道路経由 6キロ
  - 東名高速道路・富士IC・西富士道路経由 8キロ

#### 市北部

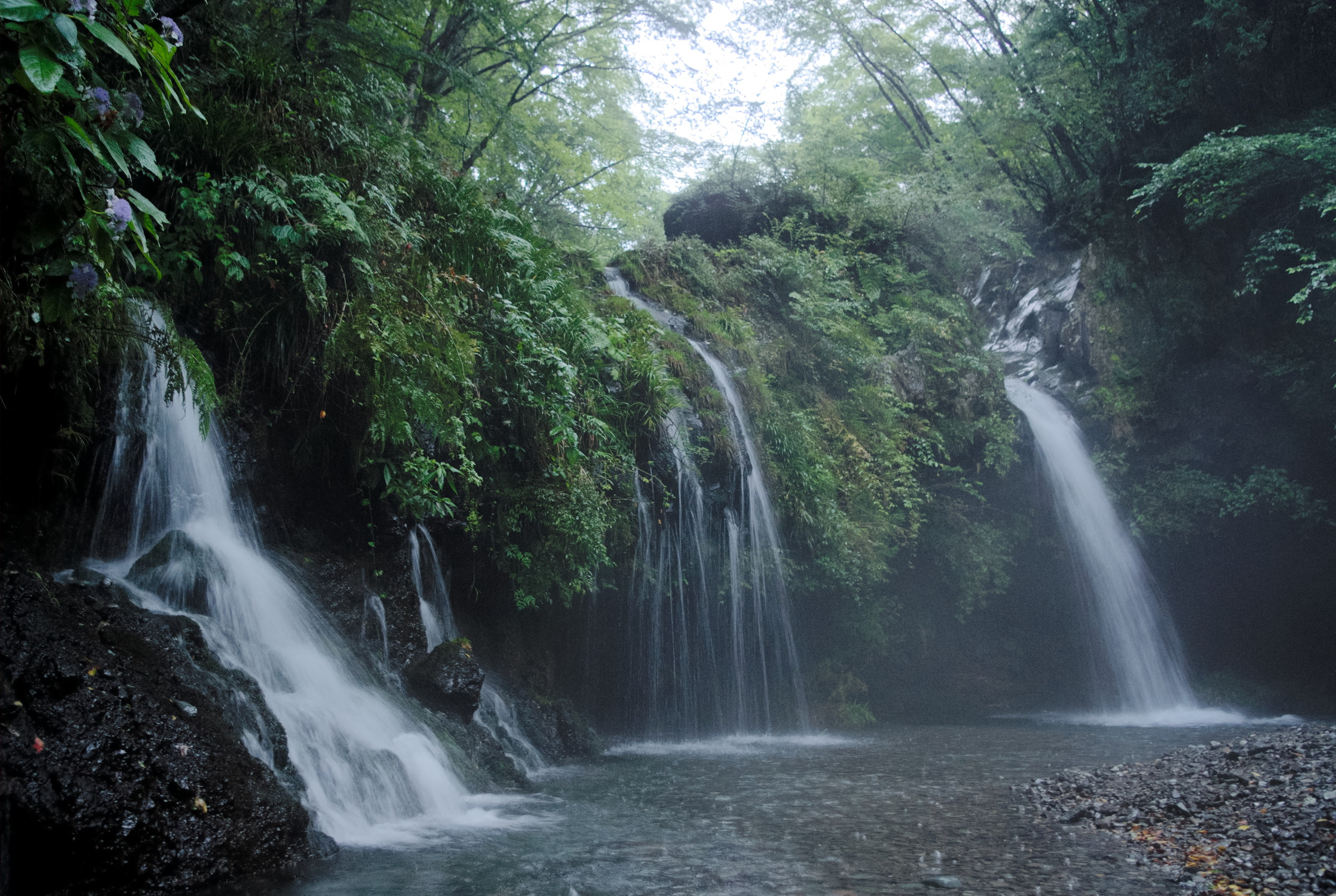
陣馬の滝

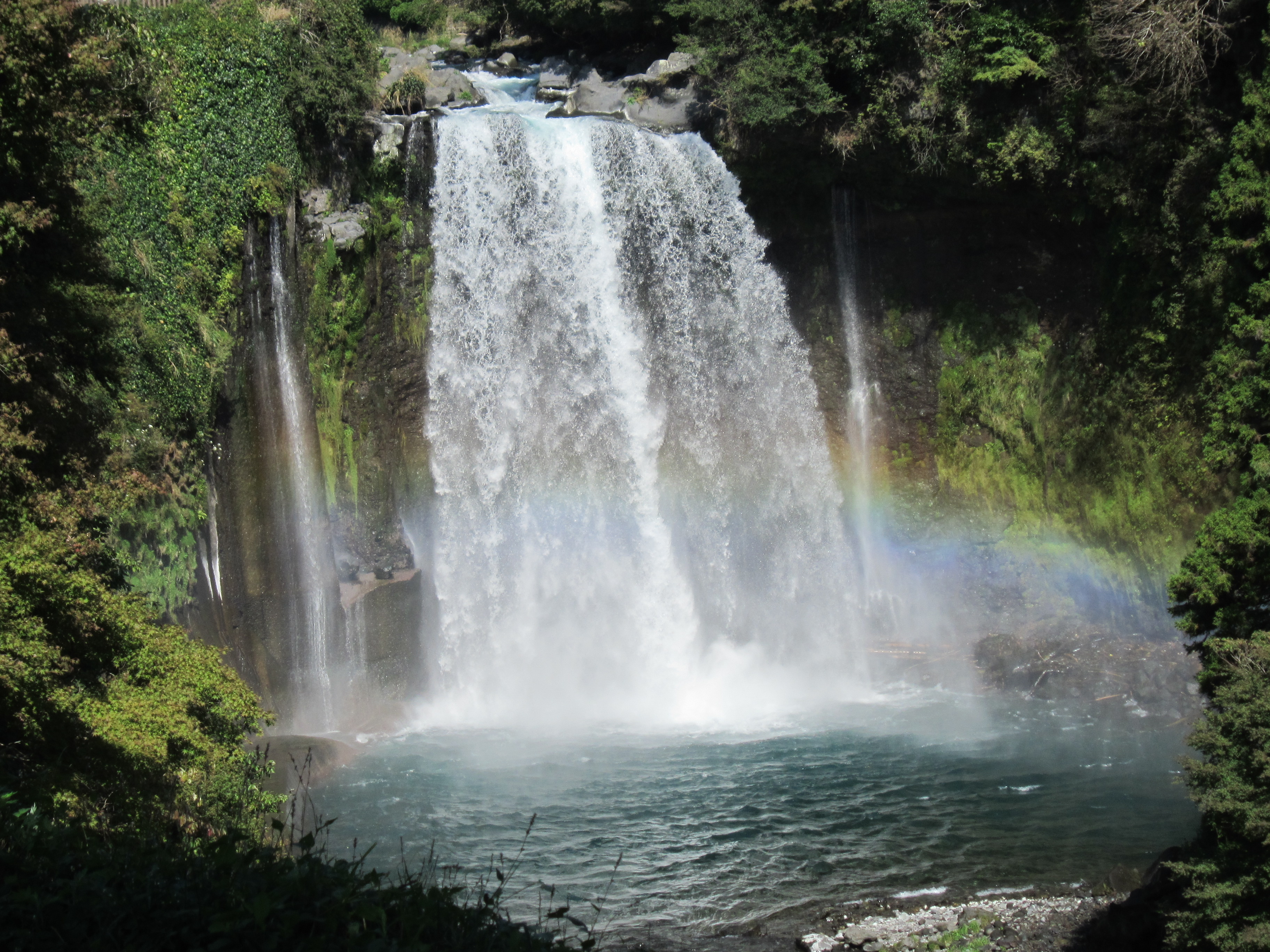
音止めの滝

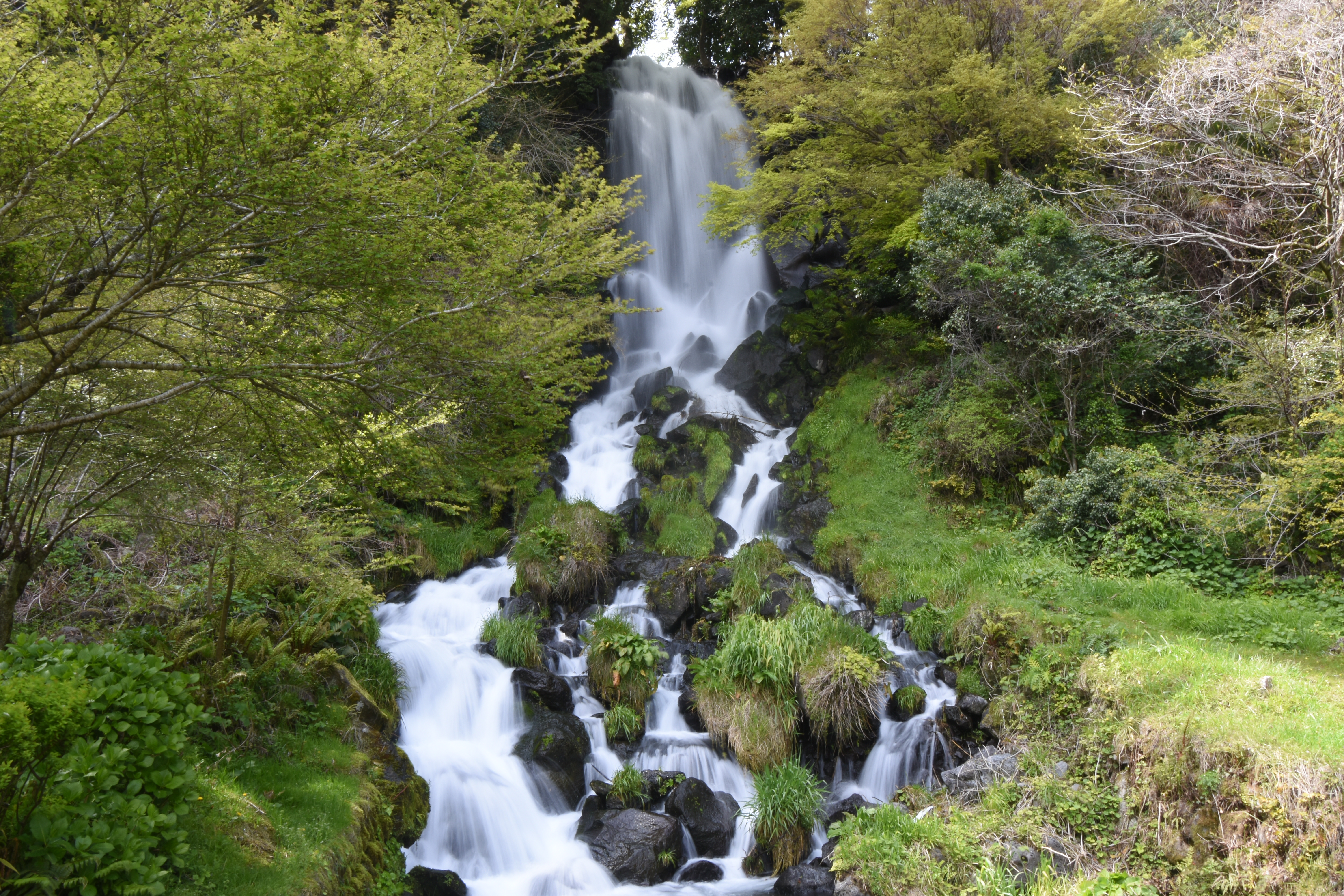
朝日滝

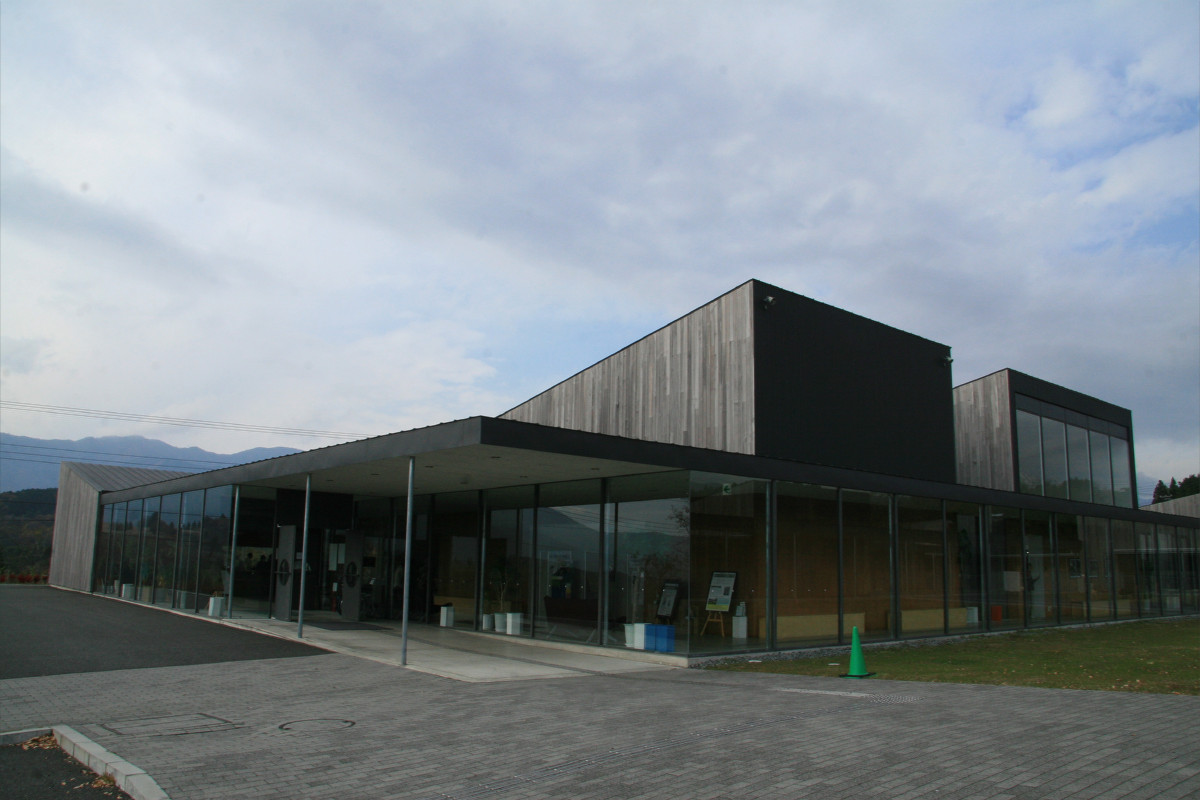
富士ハーネス（BCS賞受賞）

富士箱根伊豆国立公園
- 富士山
- 朝霧高原
- 毛無山
- 陣馬の滝
- 田貫湖
- 白糸の滝
- 音止めの滝（曾我の隠れ岩）

レジャー施設
- 道の駅朝霧高原
- 富士ミルクランド
- まかいの牧場
- もちや遊園地
- 富士花鳥園
- ふじのみやスポーツ公園

その他
- 奇石博物館
- 富士養鱒場
- 狩宿の下馬桜
- 盲導犬の里 富士ハーネス
- 若獅子神社

#### 市中心部
- 静岡県富士山世界遺産センター
- お宮横丁
- 白尾山公園

### 富士登山

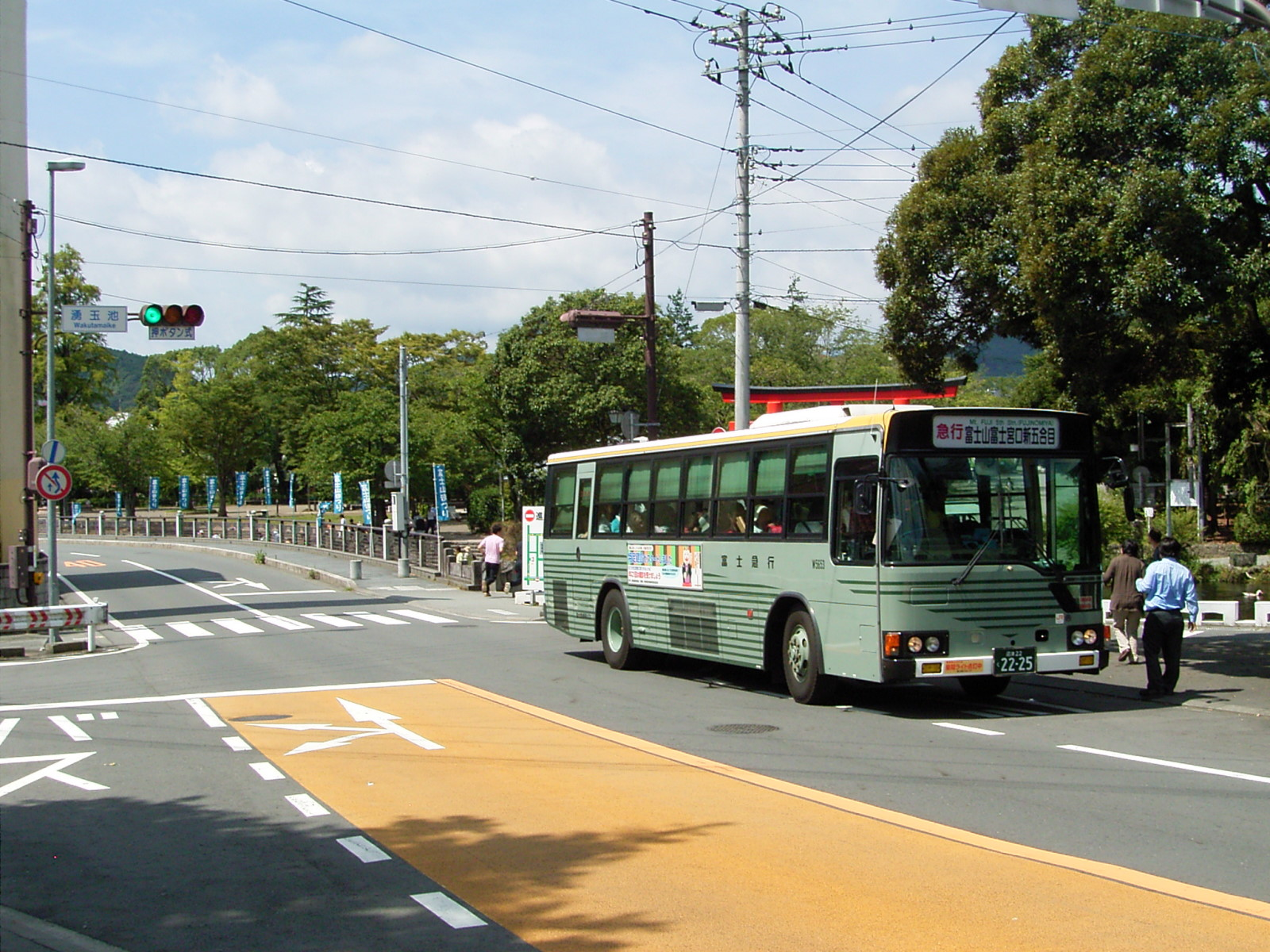
富士山富士宮口五合目行き登山バス（富士急静岡バス）

登山道の1つである富士宮口がある。五合目までの交通手段としては、車で静岡県道152号富士公園太郎坊線（富士山スカイライン）まで、または富士宮駅からの登山バス利用が考えられる。

### 寺社・史跡等
富士山本宮浅間大社や富士五山などの寺院や史跡等が点在している。
- 富士山本宮浅間大社[注釈 6]
- 精進川浅間神社
- 山宮浅間神社
- 村山浅間神社
- 悪王子神社
- 富士五山
  - 大石寺
  - 北山本門寺
  - 西山本門寺
  - 小泉久遠寺
  - 下条妙蓮寺
- 若獅子神社
- 富士聖地（白光真宏会の聖地）
- 人穴富士講遺跡

### キャンプ場
- 富士オートキャンプ場 ふもと村
- ふもとっぱら
- アーバンキャンピング朝霧宝山
- 朝霧ジャンボリーオートキャンプ場
- 朝霧高原もちやキャンプ場
- 猪の頭オートキャンプ場
- ペンギン村オートキャンプ場
- 朝霧高原オートキャンプ場
- 田貫湖キャンプ場
- 田貫湖南テントサイト
- 天子の森オートキャンプ場
- ACN西富士オートキャンプ場
- 白糸オートキャンプ場
- 表富士キャンピング場
- 新富士オートキャンプ場
- PICA表富士（富士急系）

### 日帰り入浴
- 休暇村富士の湯 富士山恵みの湯（温泉）
- あさぎり温泉 風の湯
- 富士山 天母の湯
- 新稲子川温泉ユー・トリオ（温泉）
- 富嶽温泉 花の湯

### ゴルフ場
- 朝霧カントリークラブ
- 朝霧ジャンボリーゴルフクラブ
- 小田急西富士ゴルフクラブ
- G8富士カントリークラブ
- 富士チサンカントリークラブ（PGM）
- 富士宮ゴルフクラブ

## 地域

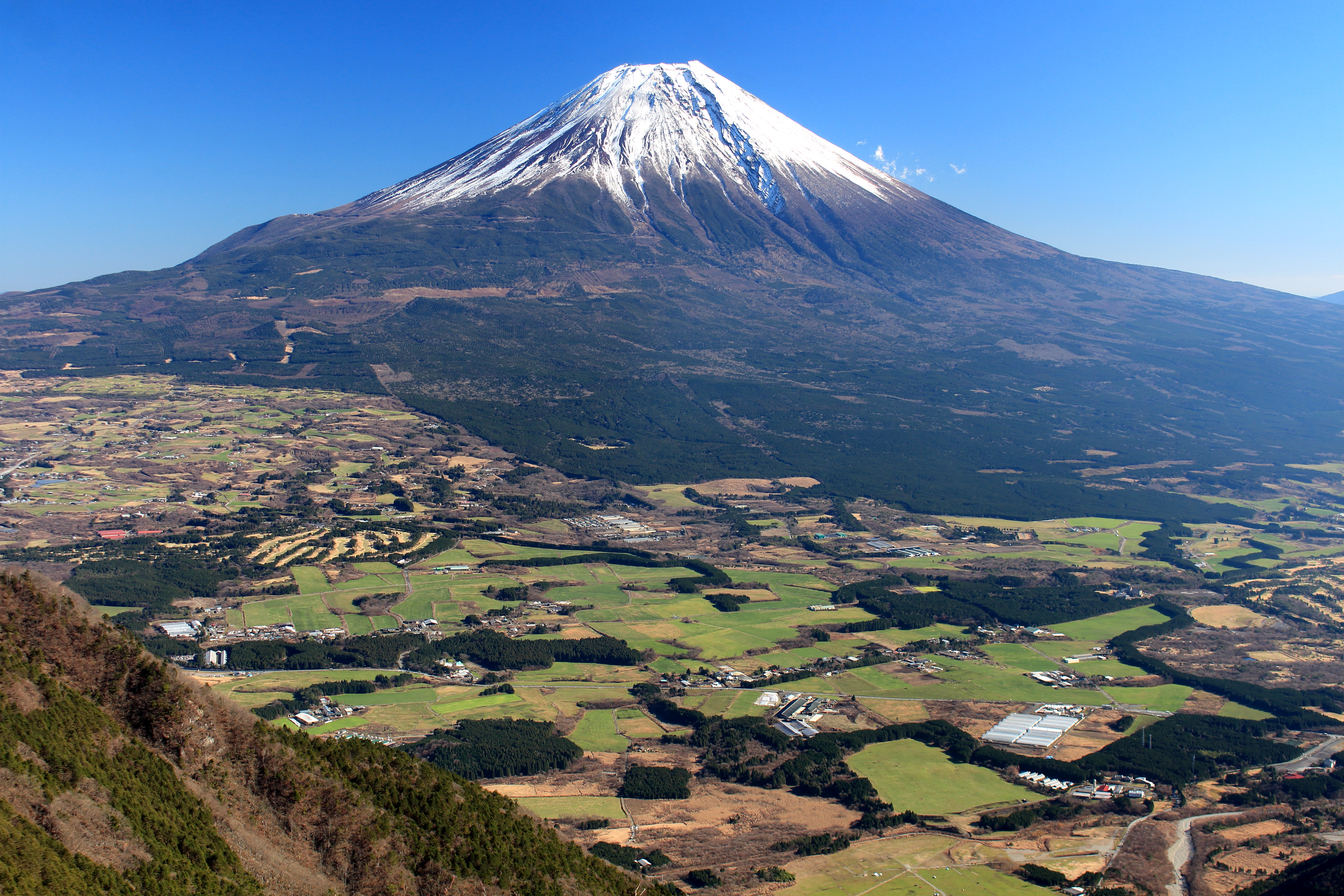
朝霧高原

南に公共交通機関が分布し中心市街地を構成、市域の縦に国道139号が、横に国道469号と十字に国道が通る構成である。北部は観光地化が進む。
富士山本宮浅間大社が位置する宮町は最も門前町としての様相を残す場所である。14丁まで存在し、市内の主要施設の多くはここに集結している。前述のように浅間大社（1丁目）は旧大宮町時代の1丁目1番地を引き継いでおり、富士宮市立中央図書館（13丁目）・富士宮市民文化会館（14丁目）などが位置する。他静岡県富士山世界遺産センターが位置している。

### 中心市街地
- 「開発整備促進区」制度を用いるなどして、中心市街地の活性化が図られている。この制度を用いたのは富士宮市が初めての適用例であった[35]。
- 富士宮駅を中心として広がり、市の公共交通機関の中心である。
- 富士宮駅北口のペデストリアンデッキと両側に接続されていた旧長崎屋（七階建ての一部と接続）とボウリング場が各地権者により解体されたが、現在その地にマンション兼公民館の施設が建設されている。
- 富士宮・西富士宮・両駅前には商店街が広がっている[注釈 7]。
- 富士山の景観を守るため、指定区域に基づき建築物の高さの最高限度が決められている。
- 中央・駅前地区では、門前町としての風景を残すために、地区景観形成モデル地区として補助金などを投入した景観の誘導が行われている。
- 中心市街地の主な商業施設としてイオンモール富士宮がある。対して国道沿いはロードサイド店舗が多く、ピアゴ富士宮店（旧サンテラス富士宮）・マックスバリュ富士宮若宮店、富嶽温泉花の湯などが位置する。

### 富士山麓地区
- 全域が富士箱根伊豆国立公園の区域内となっており、富士山や朝霧高原などの観光資源を活用した地域づくりを展開している。
- 西富士道路の無料開放や新東名高速道路開通など、ここ近年の交通インフラの発展を契機に、企業誘致や観光地への更なる集客増加が期待される
- 最近では、複数の地元食品関連企業で構成される協同組合によって運営される「あさぎりフードパーク」が道の駅朝霧高原南隣にオープンした。

### 旧芝川町地区
- 稲子川温泉や瓜島温泉といった温泉が沸く温泉地であり、温泉施設として新稲子川温泉ユートリオなどがある。柚野地区は環境省の「重要里地里山」に指定されている[36]。石積みで作られた棚田が連なる。

### マスメディア
- 静岡新聞
- 富士コミュニティエフエム放送

## 文化・名物

### 催事
著名な催事として以下のものが知られる。
| 月           | 名称                                                      |
| ------------ | --------------------------------------------------------- |
| 2月          | 富士宮駅伝競走大会                                        |
| 5月4日～6日  | 流鏑馬まつり（富士山本宮浅間大社）                        |
| 7月          | 富士山お山開き（富士山本宮浅間大社・村山浅間神社）        |
| 8月第1土曜日 | 富士山御神火まつり                                        |
| 11月         | 富士宮秋まつり（商店街）・ 信長公黄葉まつり（西山本門寺） |

### 名産品・グルメ

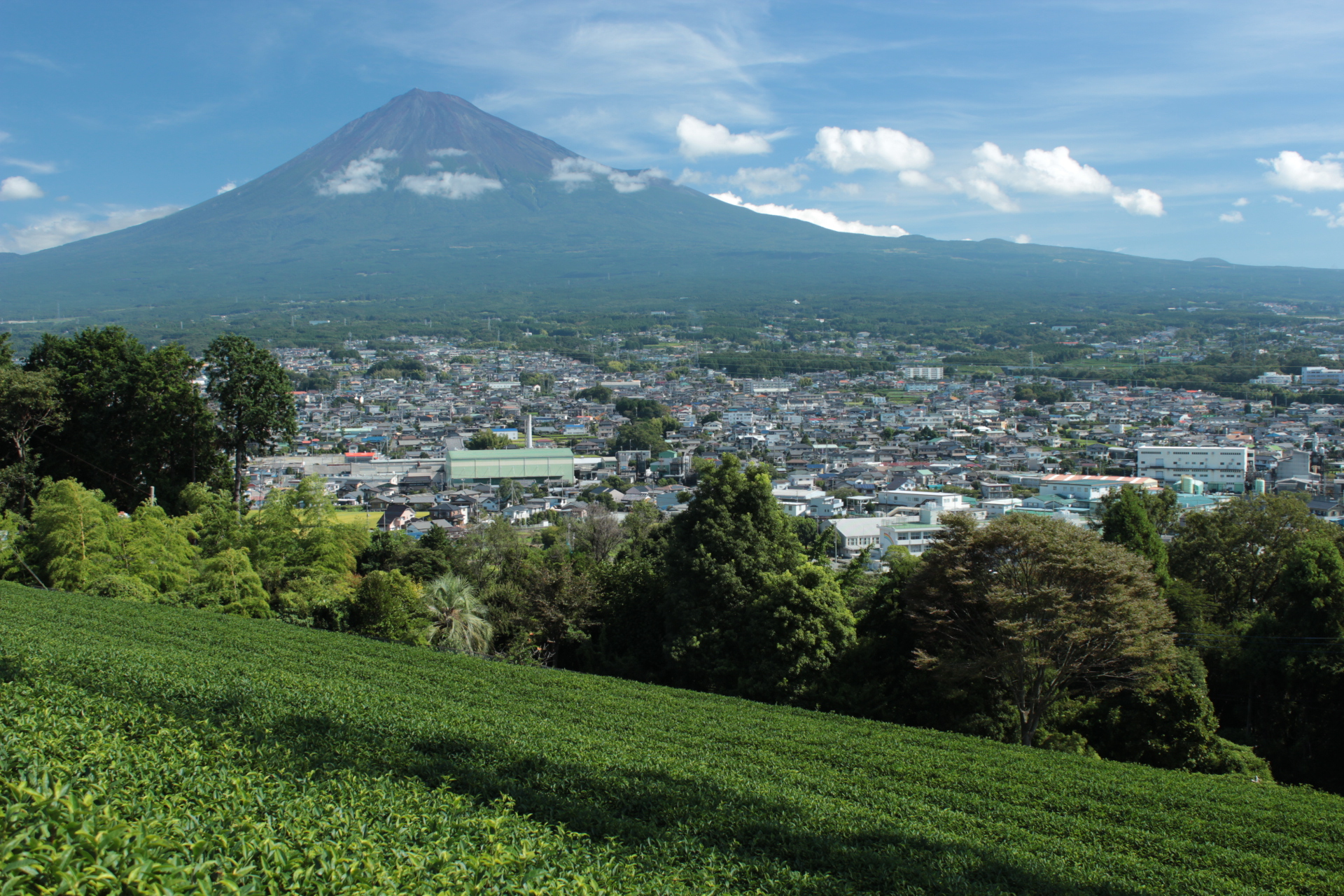
富士山と茶畑（富士宮市山本）

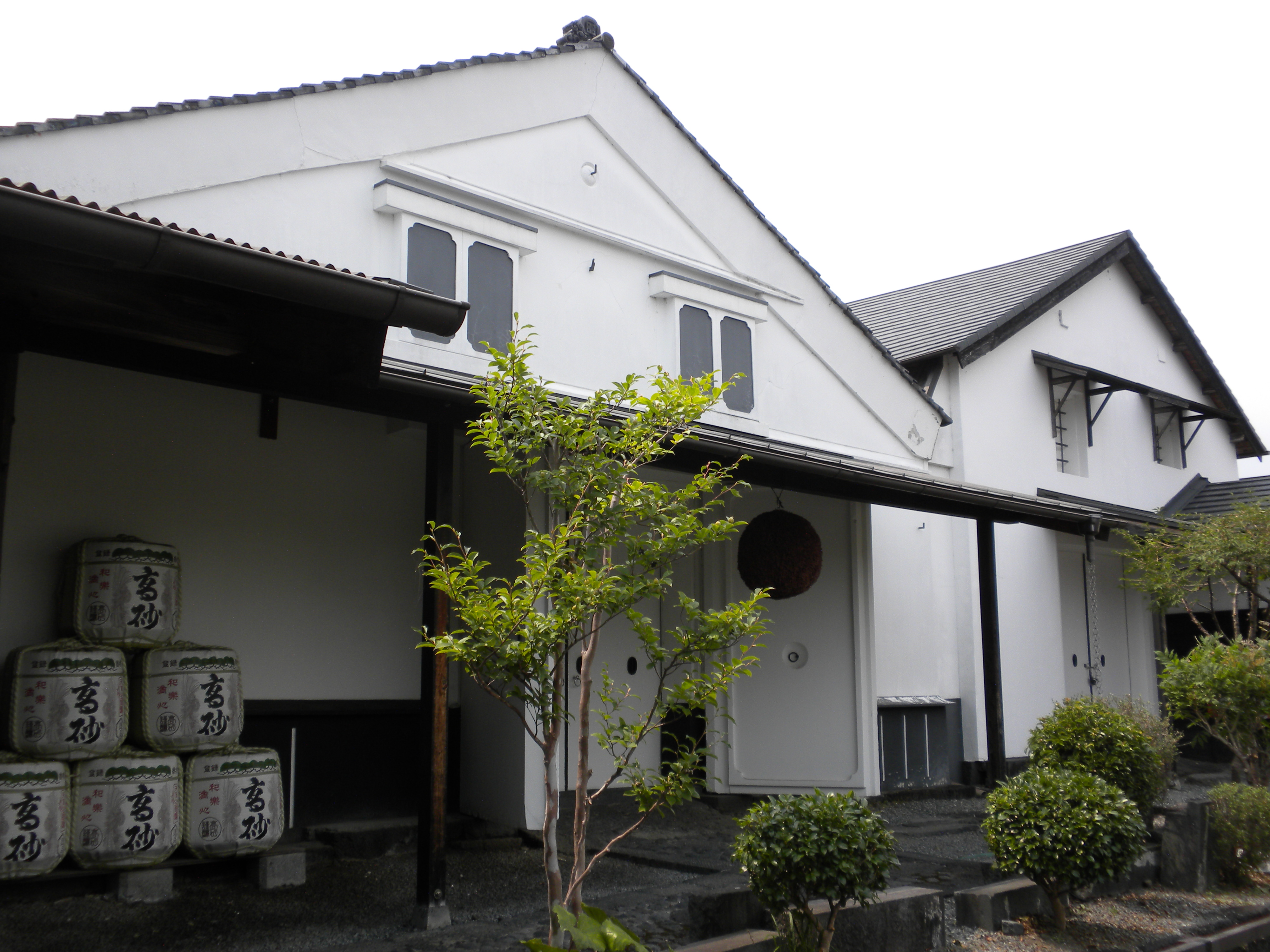
富士高砂酒造（富士宮市景観重要建造物指定）

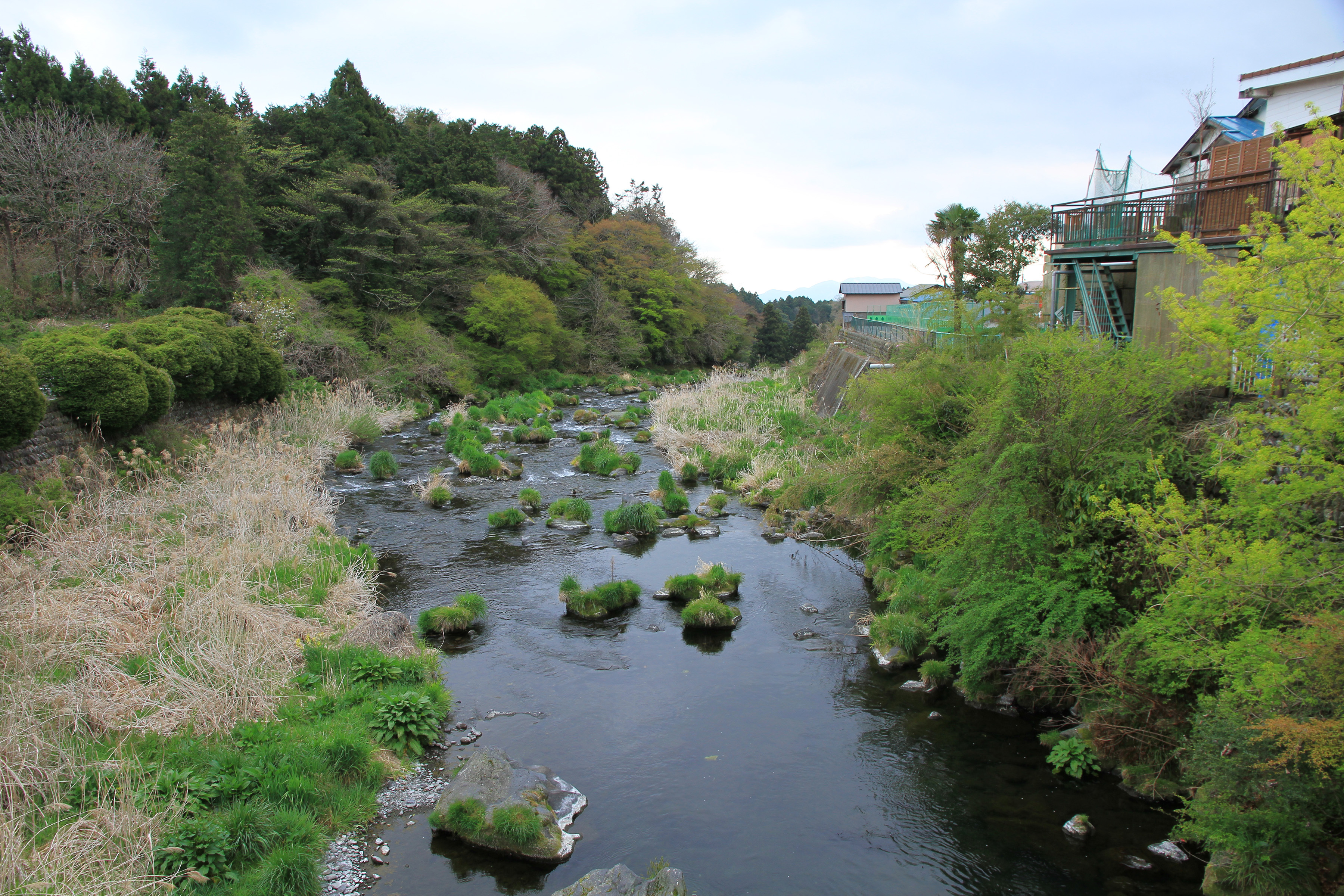
富士海苔が生息する芝川

- 富士宮やきそば

富士宮やきそばは御当地人気料理特選として、またB級グルメとして知られるグルメである。富士宮市は、その歴史的背景から主に戦後にやきそばを売るお店が増えはじめ、地域に根付いたものとなっている。2000年には「富士宮やきそば学会」が発足している。
- 乳製品

富士宮産生乳を使ったブランド製品展開がある。富士宮産生乳の地産地消も進められ、富士宮市・富士市の学校給食にも導入されている。
- ニジマス（市の魚）

ニジマスは、生産量が全国1位であるといった理由から富士宮市の市の魚に指定されている。県の施設である静岡県水産試験場富士養鱒場ではニジマスの料理などが出されている。
- 地酒（銘柄：富士高砂酒造、富士錦酒造、牧野酒造、富士正酒造）

富士山の湧水を使用するという特徴を持つ。
- 駿河半紙

白糸地区の渡辺定賢が原料となる三椏の群生地を発見、その後富士郡で量産されるようになった。富士宮市は富士地域（富士宮市・富士市）における製紙業隆盛の礎の地であり、駿河半紙生産の契機の他、その近代化に於いても渡辺一族が活躍した。
- 富士宮茶[39]

市内から、皇室への献上茶にも選ばれた経歴のある銘柄もある。
- たけのこ

旧芝川町地区の名産
- 富士海苔

芝川流域で採れる海苔。芝川のりとも。
- ゆで落花生・落花生なます

富士山の火山灰土壌を活かした落花生栽培が行われている。この落花生を茹でた「ゆで落花生」が家庭料理として作られている他、落花生をすりつぶしてなますと和えた「落花生なます」が知られる。

## 文化財一覧

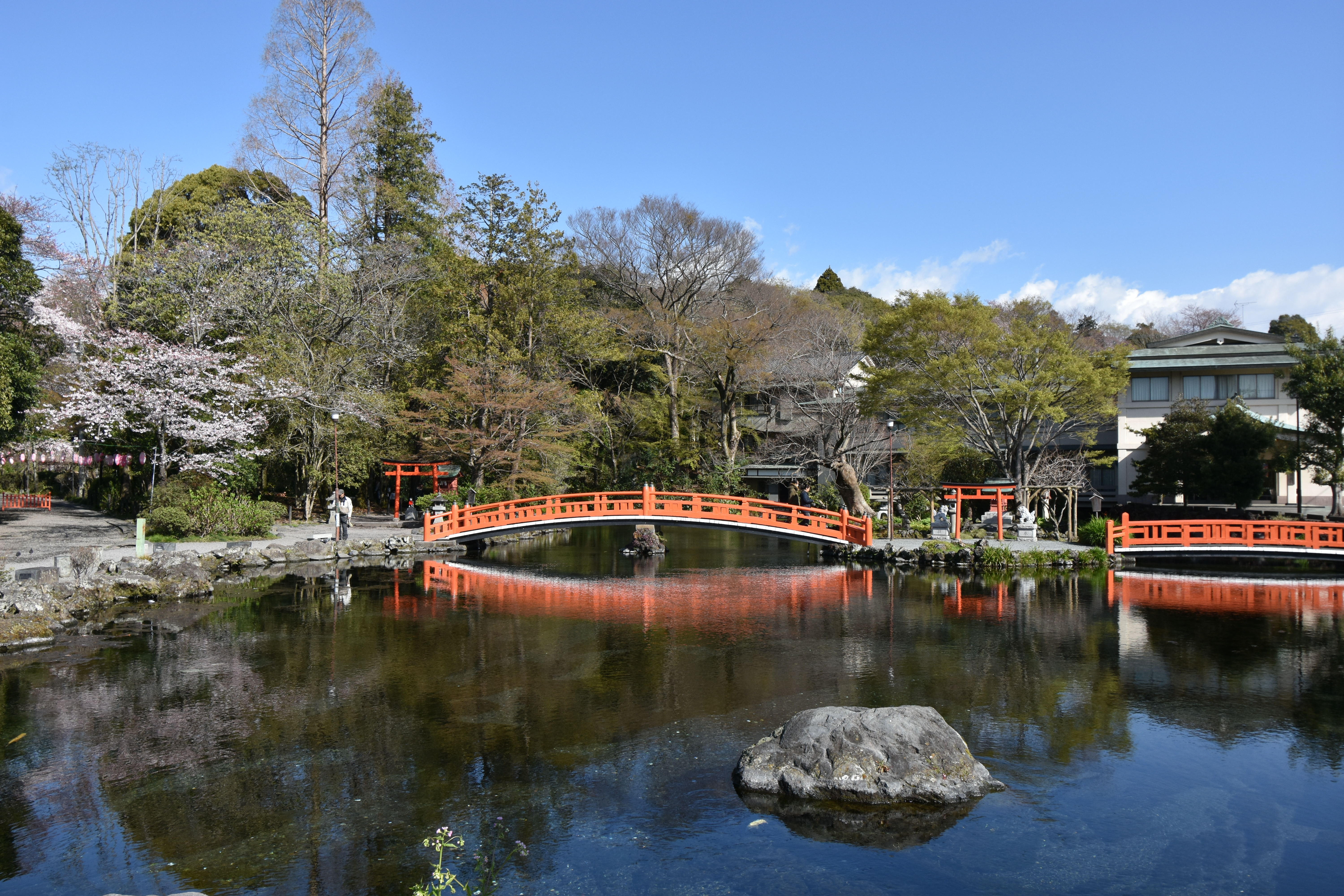
湧玉池

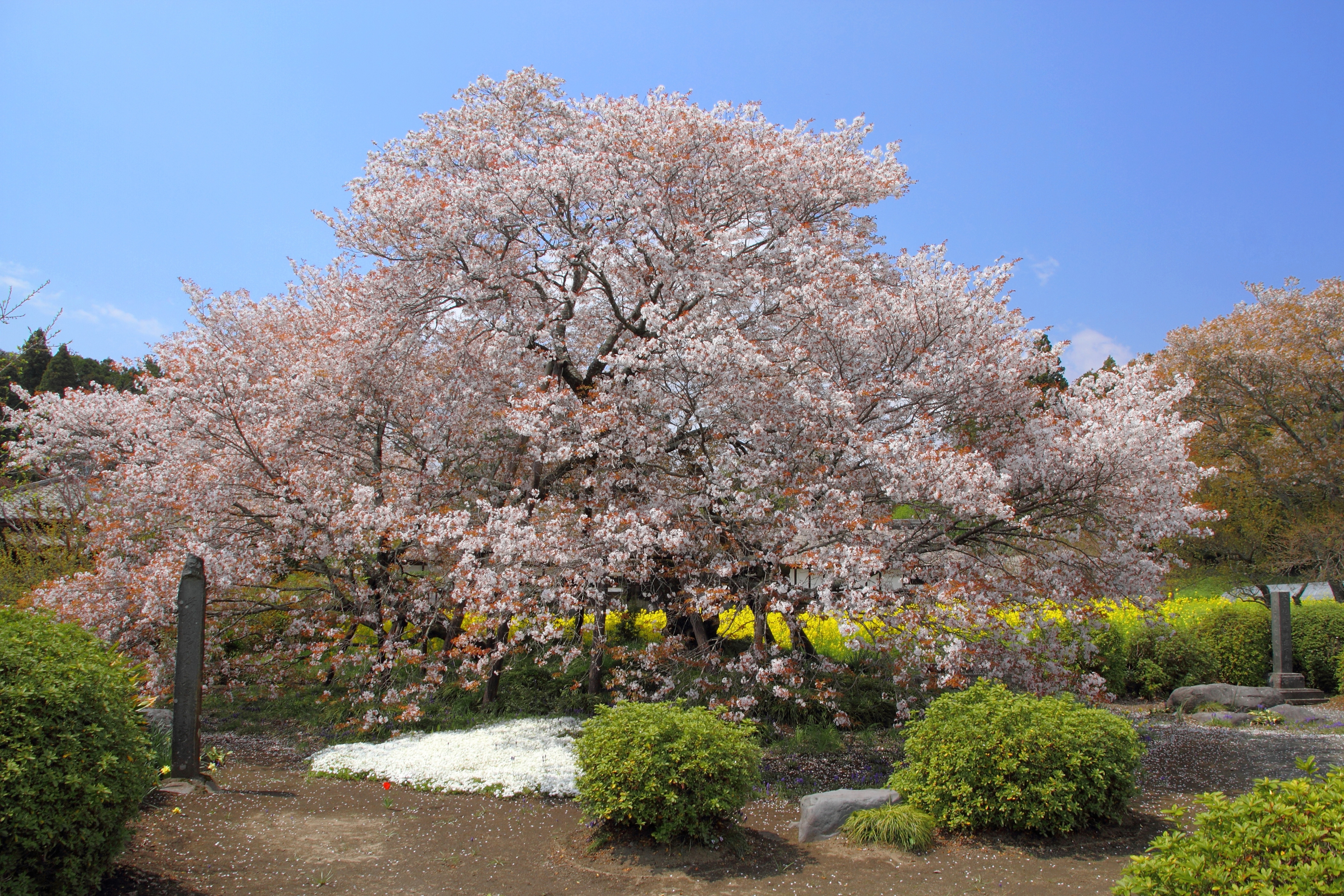
狩宿の下馬ザクラ（特別天然記念物）

### 世界遺産
「富士山-信仰の対象と芸術の源泉」の構成資産として、以下の6箇所が2013年（平成25年）6月22日に世界文化遺産に登録された。
- 富士山域（大宮・村山口登山道）
- 富士山本宮浅間大社
- 山宮浅間神社
- 村山浅間神社
- 人穴富士講遺跡
- 白糸ノ滝

### 重要文化財（国指定）
| 名称                                                    | 所在地・所蔵       | 指定年月日                |
| ------------------------------------------------------- | ------------------ | ------------------------- |
| 富士山本宮浅間大社本殿                                  | 富士山本宮浅間大社 | 1907年（明治40年）5月27日 |
| 大石寺五重塔                                            | 上条大石寺         | 1966年（昭和41年）6月11日 |
| 絹本著色富士曼荼羅図                                    | 富士山本宮浅間大社 | 1977年（昭和52年）6月11日 |
| 太刀 銘南無薬師瑠璃光如来 備前国長船住景光              | 富士山本宮浅間大社 | 1912年（明治45年）2月8日  |
| 脇指 銘奉富士本宮源式部亟信国 一期一腰応永廿四年二月 日 | 富士山本宮浅間大社 | 1912年（明治45年）2月8日  |
| 日蓮自筆遺文26巻                                        | 上条大石寺         | 1967年（昭和42年）6月5日  |
| 太刀 銘吉用                                             | 上条大石寺         | 1923年（大正12年）3月28日 |
| 貞観政要 巻第一 （日蓮筆）                              | 北山本門寺         | 1952年（昭和27年）7月19日 |
| 細字金字法華経                                          | 北山本門寺         | 1954年（昭和29年）3月20日 |
| 日蓮遷化記録（日興筆）                                  | 西山本門寺         | 1993年（平成5年）1月20日  |
| 法華證明鈔（日蓮筆）                                    | 西山本門寺         | 1952年（昭和27年）7月19日 |
| 法華経（常子内親王筆）                                  | 西山本門寺         | 1949年（昭和24年）2月18日 |
| 紺紙金字法華経                                          | 西山本門寺         | 1949年（昭和24年）2月18日 |

### 史跡・名勝・天然記念物（国指定）
| 名称             | 指定             | 指定年月日                 |
| ---------------- | ---------------- | -------------------------- |
| 富士山           | 特別名勝         | 1952年（昭和27年）11月22日 |
| 狩宿の下馬ザクラ | 特別天然記念物   | 1952年（昭和27年）3月29日  |
| 湧玉池           | 特別天然記念物   | 1952年（昭和27年）3月29日  |
| 白糸の滝         | 名勝・天然記念物 | 1936年（昭和11年）9月3日   |
| 万野風穴         | 天然記念物       | 1922年（大正11年）3月8日   |
| 千居遺跡         | 史跡             | 1975年（昭和50年）6月26日  |
| 大鹿窪遺跡       | 史跡             | 2008年（平成20年）3月28日  |

### 登録有形文化財（国登録）
| 名称             | 種別                     | 登録年月日                |
| ---------------- | ------------------------ | ------------------------- |
| 吉澤家住宅煉瓦蔵 | 登録有形文化財（建造物） | 2015年（平成27年）3月26日 |

## 出身人物

### 歴史人物

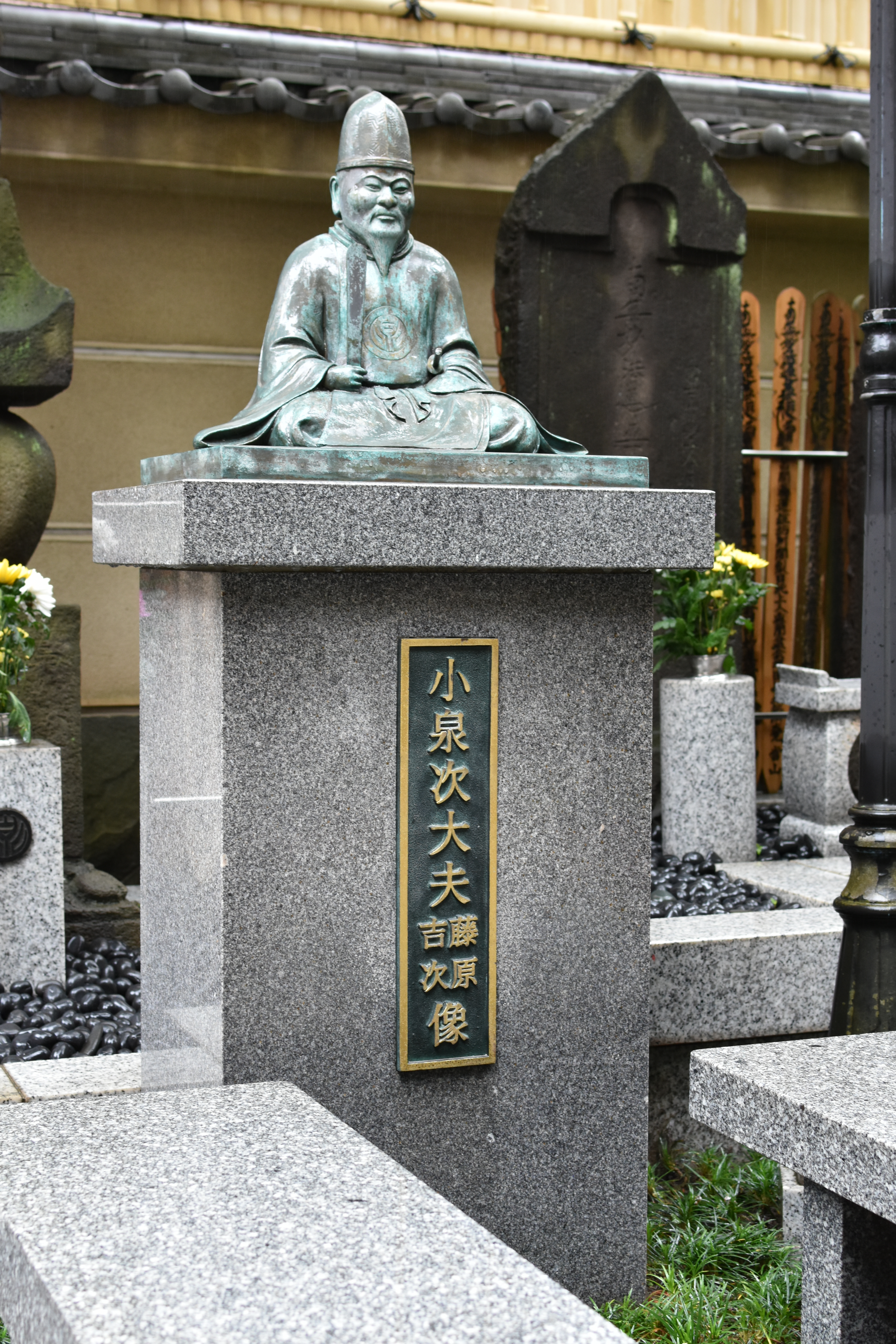
小泉次大夫

- 富士家一族
- 井出家一族（井出正次、井出正信他）
- 山本貞幸
- 小泉次大夫

### 芸能人
- 秋吉久美子（女優）
- 里見浩太朗（俳優）
- 藤木孝（俳優）
- 渡辺梓（女優）
- 佐野大樹（俳優）
- 露の団姫（落語家）
- コトブキツカサ（芸人）
- 伊藤れいこ（タレント）
- 高橋基史（ミュージカル俳優）

### 音楽
- 須磨和声（バイオリン奏者）
- 山田貴洋（ASIAN KUNG-FU GENERATION）
- 清水香織（歌手）
- 佐野量子（元タレント、元歌手）
- 山崎陽子（歌手）
- ゴンガーシホ（ギタリスト）
- イイジマケン（作曲家）
- ながたまや（歌手、NHK「おかあさんといっしょ」22代目うたのおねえさん）

### スポーツ
- 澤登正朗（サッカー選手、サッカー解説者・指導者）
- 高野進（陸上）
- 立富士祐司（大相撲力士）
- 田山真輔（スケルトン）
- 植松寿絵（女子プロレスラー）
- 佐野吉宗（プロバスケットボール選手）
- 斉藤肇（プロ野球選手）
- 池野昌之（プロ野球選手）
- 平岡康裕（サッカー選手）
- 吉田豊（サッカー選手）
- ダニエル・ミサキ（プロ野球選手）
- 天野恒太（サッカー選手）
- 遠藤雄介（総合格闘家）
- 木内崇雅（総合格闘家）
- 佐野翼（サッカー選手）
- 渡井理己（サッカー選手）
- 佐野大陽（プロ野球選手）

### アナウンサー
- 小熊美香（元日本テレビアナウンサー）
- 水島絵理（元テレビ長崎アナウンサー、元NHK甲府・静岡契約キャスター）
- 安部真由美（フリーアナウンサー、元福島中央テレビ）
- 青木和雄（フリーアナウンサー、元毎日放送）
- 橋本恵子（静岡第一テレビアナウンス室長）
- 森川夕貴（テレビ朝日アナウンサー）

### 政界・官界
- 今川拓郎[42]（総務省総合通信基盤局長、総務省大臣官房長）
- 大島令子（衆議院議員、長久手市議会議員）
- 塩川正蔵（衆議院議員）
- 清崟太郎（衆議院議員）
- 高瀬荘太郎（会計学者、参議院議員、第4代郵政大臣、第3代通商産業大臣、第66代文部大臣、第3代経済安定本部総務長官、第3代物価庁長官）
- 長島銀蔵（貴族院議員、参議院議員）
- 前島秀行（衆議院議員）
- 吉川赳（衆議院議員）

### 学界・学者
- 石原安野（物理学者）
- 赤池弘次（統計学者）
- 佐野圭司（医学者）
- 田口恒夫（医学者）
- 岡部憲明（建築家）
- 堀池信夫（哲学・思想学）
- 佐野之人（哲学研究）
- 海野芳郎（国際政治学）

### 文化人
- 角田浩々歌客（詩人）
- 御宿至（彫刻家）
- 甲斐みのり（エッセイスト）
- 和田真希（小説家）
- 鈴木喜一（エッセイスト）
- 横関大（小説家）
- 吉野安雄（脚本家）
- 小林勇貴（映画監督）
- 永田雅一（海洋ジャーナリスト）

### 財界
- 望月軍四郎（実業家）
- 植山周一郎（経営コンサルタント）
- 穂坂雅之（楽天グループ副会長、楽天カード社長、楽天銀行会長）

### ゆかりのある人物
- 吉村昭（小説家） - 母（旧姓・清）が大宮町（現・富士宮市）出身である。

## 富士宮市が舞台となった作品・ロケ地に採用した作品

### 小説
- 美貌の檻（大林清） - 近江絹絲〈現：オーミケンシ〉富士宮工場

### 映画
- 美貌の園 前篇嘆きの花 後篇愛憎の夜 - 近江絹絲富士宮工場
- 三等高校生 - 冒頭の坂を自転車で下るシーンを湧玉池傍の登山道で撮影
- 幕が上がる
- 教祖誕生 - ビートたけしが演説しているシーンを湧玉池の右側で撮影。石橋から6 - 7メートル上側、湧玉池を背景に後方の赤い欄干橋と対岸の木々の中の石碑が映っている
- 死にぞこないの青 - 富士宮市立上野小学校

### ドラマ
- リミット（テレビ東京） - 国道139号猪の頭入口交差点
- 最高の離婚（フジテレビ）
- 死幣-DEATH CASH-（TBS）
  - 第九話で岩本猛が渡った吊り橋は麓地区にある宿泊施設「ふもとっぱら」の近くに所在、かつ子供たちに話を聞く道路も吊り橋周辺
  - 第十話で岩本猛が監禁されてその後助け出された建物が、白糸の滝近くにある富士白糸ワンダーミュージアム
- 半沢直樹（TBS）

### 音楽
- HKT48『74億分の1の君へ』 - 市内麓地区にある施設「ふもとっぱら」でMVを撮影
- 乃木坂46『サヨナラの意味』 - 朝霧地区にあるオートキャンプ場でMVの一部シーン撮影、また人穴地区でも地元のエキストラが参加した上で撮影された
- Foorin『パプリカ』 - 市内根原にあるキャンプ場「ハートランド・朝霧」MVを撮影
- 豆柴の大群『りスタート』 - 市内根原にあるキャンプ場「ハートランド・朝霧」MVを撮影

### ゲーム
- げきたま！〜青陵学園演劇部〜